# Stadtbahn Bonn
Die Bonner Stadtbahn ist Teil des öffentlichen Personennahverkehrs in Bonn, im umliegenden Rhein-Sieg-Kreis und in der Stadt Köln. Das Netz umfasst den Stadtbahnverkehr in Bonn und im umgebenden Rhein-Sieg-Kreis.
Je nach Tageszeit verkehren vier bis sechs Linien, durch seine zwei Überlandlinien ist das Netz mit dem der Stadtbahn Köln verknüpft. Daher werden die beiden Netze zusammengenommen gelegentlich als Stadtbahn Rhein-Sieg bezeichnet. Neben der Stadtbahn existiert in Bonn ein Straßenbahnnetz mit drei Linien, mit der sich die Stadtbahn zwei Streckenabschnitte teilt. Es gelten die Tarife des Verkehrsverbunds Rhein-Sieg (VRS).
Im gesamten Netz verkehrt der gemeinsame Fahrzeugpark von SWB Bus und Bahn und der Elektrischen Bahnen der Stadt Bonn und des Rhein-Sieg-Kreises (SSB). Auf den beiden Überlandlinien nach Köln kommen überwiegend Fahrzeuge der Kölner Verkehrs-Betriebe (KVB) zum Einsatz, die SWB/SSB stellen auf beiden Linien etwa ein Viertel der Kurse.
Das gesamte Streckennetz hat eine Länge von 125,36 Kilometern, davon sind 95,84 Kilometer Stadtbahn und 29,52 Kilometer Straßenbahn, im Stadtbahnnetz misst der unterirdische Abschnitt 8,72 Kilometer. Von den 64 Bahnhaltestellen liegen 12 unterirdisch. Die meistfrequentierte Linie (66) befördert täglich rund 56 000 Fahrgäste.

## Linien

### Stadtbahn
Die Bonner Stadtbahn verfügt über vier ständig verkehrende Linien, dazu kommen zwei Linien mit stark eingeschränkten Verkehrszeiten:
|    | Verlauf | Länge                   | Durchschnitt                | Haltestellenabstand   |
| -- | --- | ----------------------- | --------------------------- | --------------------- |
| 16 | Niehl Sebastianstr. – Köln Hbf – Neumarkt – Wesseling – Hersel – Tannenbusch – Bonn Hbf – Heussallee – Hochkreuz – Bad Godesberg Bf – Stadthalle | 45,6 km 13,6 km in Bonn | 33,4 km/h 34,0 km/h in Bonn | 950 m 756 m in Bonn   |

Verlauf der Stadtbahnlinien (schematisch)

| 18 | Köln-Thielenbruch – Köln-Buchheim – Köln Hbf – Neumarkt – Hürth – Brühl – Bornheim – Alfter – Dransdorf – Bonn Hbf                               | 48,4 km 4,8 km in Bonn  | 33,4 km/h 38,0 km/h in Bonn | 1008 m 1200 m in Bonn |
| 63 | Tannenbusch Mitte – Bonn Hbf – Heussallee – Hochkreuz – Bad Godesberg Bf – Stadthalle                                                            | 12,3 km                 | 32,1 km/h                   | 724 m                 |
| 66 | Siegburg Bf – Sankt Augustin – Vilich – Beuel – Bonn Hbf – Heussallee – Rheinaue – Ramersdorf – Oberkassel – Königswinter – Bad Honnef           | 30,0 km 15,0 km in Bonn | 31,0 km/h 31,0 km/h in Bonn | 833 m 789 m in Bonn   |
| 67 | Siegburg Bf – Sankt Augustin – Vilich – Beuel – Bonn Hbf – Heussallee – Hochkreuz – Bad Godesberg Bf – Stadthalle                                | 20,0 km 13,7 km in Bonn | 28,6 km/h 26,5 km/h in Bonn | 741 m 721 m in Bonn   |
| 68 | Bornheim – Alfter – Dransdorf – Bonn Hbf – Heussallee – Rheinaue – Ramersdorf                                                                    | 16,8 km 12,5 km in Bonn | 37,3 km/h 36,3 km/h in Bonn | 933 m 893 m in Bonn   |

### Straßenbahn
Neben den Stadtbahn- sind drei Straßenbahnlinien verblieben, wobei die Linie 65 nur durch Ein- und Ausrückfahrten der Linie 61 und im Schülerverkehr bedient wird. Alle Linien werden seit 1994 mit Niederflurfahrzeugen bedient und schrittweise barrierefrei ausgebaut. Teilweise befahren sie dieselben Strecken wie die Stadtbahnlinien. Weil diese Linien größtenteils auf Strecken ohne eigene Trassen verkehren, also vom Straßenverkehr abhängig sind, ergeben sich nahezu täglich während der Zeiten des Berufsverkehrs große Unregelmäßigkeiten im Fahrplan.
|    | Verlauf | Länge   | Durchschnitt | Haltestellenabstand |
| -- | --- | ------- | ------------ | ------------------- |
| 61 | Dottendorf – Kessenich – Südstadt – Bonn Hbf – Stadthaus – Castell – Graurheindorf – Auerberg                                                                        | 8,8 km  | 16,5 km/h    | 400 m               |
| 62 | Dottendorf – Kessenich – Südstadt – Bonn Hbf – Stadthaus – Bertha-von-Suttner-Platz – Beuel Mitte – Beuel Bf – Küdinghoven – Limperich – Ramersdorf – Oberkassel Süd | 12,0 km | 22,5 km/h    | 480 m               |
| 65 | (Ramersdorf –) Beuel Bf – Beuel Mitte – Bertha-von-Suttner-Platz – Graurheindorf – Auerberg                                                                          | 9,5 km  | 22,8 km/h    | 500 m               |

Die Straßenbahnlinien 61 und 62 verkehren im Zehnminutentakt, zwischen Stadthaus und Dottendorf ergibt sich durch Überlagerung ein Fünfminutentakt. In der Hauptverkehrszeit morgens zwischen 7 und 8 Uhr bzw. nachmittags zwischen 12 und 18 Uhr wird die Linie 61 zwischen Heinrich-Hertz-Europakolleg und Bonn Hauptbahnhof auf einen annähernden Fünfminutentakt verdichtet.

Verlauf der Straßenbahnlinien (schematisch)

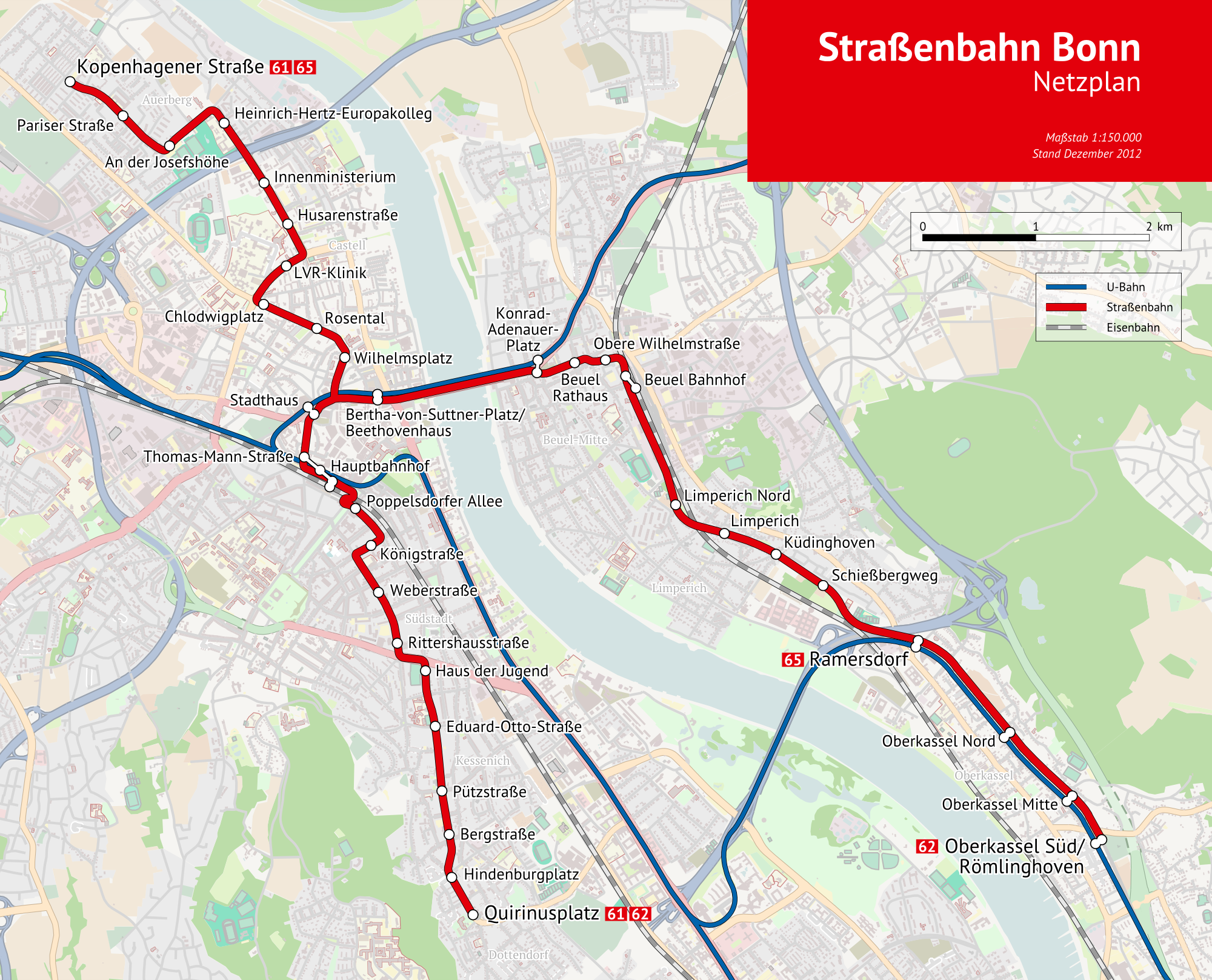
Verlauf der Straßenbahnlinien im Stadtplan

## Betrieb
Montag bis Freitag verkehren die Straßen- und Stadtbahnlinien ab 4:30 Uhr alle 30 Minuten und ab 5:30 Uhr verkehren die Linien 16, 61, 62 und 66 alle zehn Minuten (Ausnahme ist der Streckenast Bad Honnef–Ramersdorf/Königswinter, Linie 66).
Die Linie 16 fährt zwischen 5:00 Uhr und 9:00 Uhr und zwischen 15:00 Uhr und 18:00 Uhr in einem Zehn-, sonst in einem Zwanzigminutentakt. Die Linie 63 dient hier als Taktlückenfüller und verkehrt in der Nebenverkehrszeit zwischen Tannenbusch Mitte und Stadthalle versetzt zu der Linie 16 ebenfalls im 20-Minuten-Takt, so dass ganztägig eine Taktfrequenz von 10 Minuten auf Bonner Stadtgebiet angeboten werden kann. An Wochenenden fahren zwei Takte stündlich der Linie 63 eine Station weiter nördlich bis Buschdorf, sie werden aber nicht als 63, sondern als Linie 16 gefahren. So kommt es vor, dass die Linie 16 an Wochenenden drei unterschiedliche Takte besitzt:
1. Köln-Niehl – Dom/Hbf – Wesseling
2. Köln-Niehl – Dom/Hbf – Wesseling – Bonn-Buschdorf – Bonn Hbf – Stadthalle
3. Bonn-Buschdorf – Bonn Hbf – Stadthalle
Auf der Linie 18 wird ein Zwanzigminutentakt angeboten, der durch die Linie 68 in den Hauptverkehrszeiten auf einen annähernden zehnminütigen Takt verdichtet wird. Durch sie werden einige Fahrten bis ins Bonner Bundesviertel durchgebunden, da dort besonders viele Arbeitsplätze liegen.
Die Linie 61 besitzt die kleinste Taktfolge, sie wird in der Hauptverkehrszeit abschnittsweise auf 10 Fahrten die Stunde verstärkt. Die Linie 62 fährt tagsüber durchgehend alle 10 Minuten, mit einigen morgendlichen Verstärkerfahrten.
Nach 20:30 Uhr wird auf allen Linien ein 15- bzw. 30-minütiger Takt angeboten. Um 0:30 Uhr ist Betriebsschluss. Auf der Linie 66 besteht zudem seit Dezember 2013 in den Nächten von Freitag auf Samstag sowie von Samstag auf Sonntag ein durchgehender Nachtverkehr im Stundentakt zwischen Siegburg und Bonn Hbf mit Anschluss an die Nachtbusse. Die Linien 16 und 18 verkehren samstags, sonn- und feiertags nachts ebenfalls durchgehend bis nach Bonn.

## Geschichte

Stadtbahnkonzept 1972

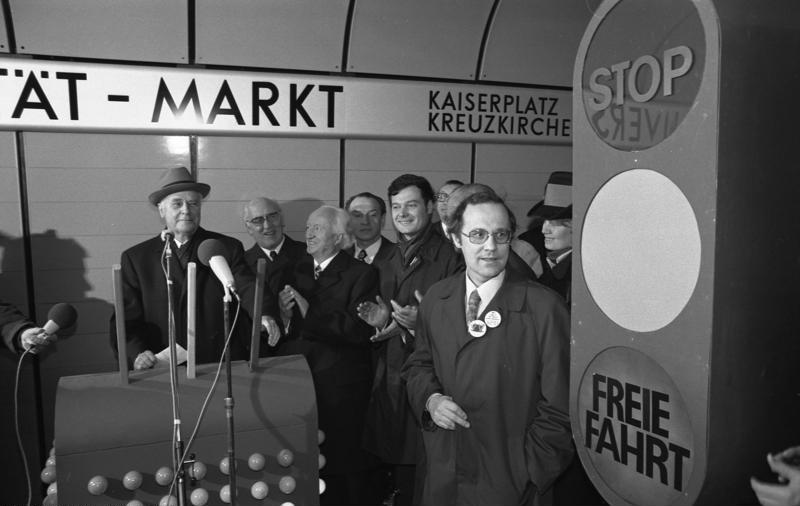
Eröffnung der Stammstrecke (1975)

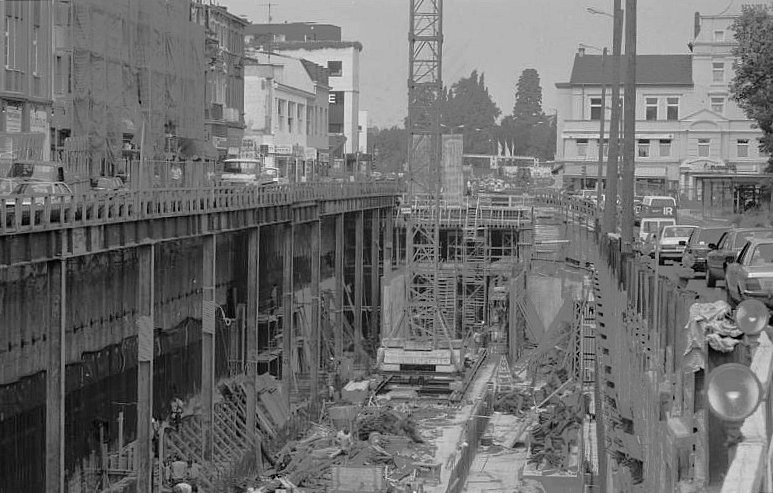
U-Bahn-Bau in Bad Godesberg (1989)

Mitte der 1960er Jahre gab es in Bonn Schienenstrecken, die fünf unterschiedlichen Unternehmen gehörten. Neben den Eisenbahnstrecken der Bundesbahn (DB) und der Köln-Bonner Eisenbahn (KBE) existierten gleich drei Straßenbahnbetriebe:
- Die Bahnen der Stadt Bonn (SWB) betrieben ein innerstädtisches Straßenbahnnetz, das in den 1950er Jahren stark ausgedünnt worden war und teilweise durch den Oberleitungsbus Bonn ersetzt wurde.
- Die Elektrischen Bahnen der Kreise Bonn-Stadt, Bonn-Land und des Siegkreises (SSB) betrieben zwei Überlandstraßenbahnstrecken von Bonn über Beuel nach Siegburg bzw. Bad Honnef.
- Die Straßenbahn Bonn–Godesberg–Mehlem (BGM) betrieb eine Straßenbahnstrecke von Bonn durch das Regierungsviertel über Bad Godesberg nach Mehlem.

Insbesondere für eine Stadt von damals gerade einmal 140 000 Einwohnern erschien diese Vielfalt unzweckmäßig. Neben der wachsenden Konkurrenz durch den Autoverkehr kam als besonderer Faktor noch die Bundesregierung und der Sitz des deutschen Parlaments (Deutscher Bundestag) hinzu, die sich gerade auf einen längeren Verbleib in ihrer „provisorischen“ Bundeshauptstadt einrichtete und bestrebt war, das „Bundesdorf“ zu einer modernen Hauptstadt auszubauen. Da nach dem damaligen Verständnis von Modernität eine Straßenbahn nicht ins Stadtbild gehörte, war der Bund bereit, erhebliche Summen für deren Beseitigung bereitzustellen.
Der Bonner Stadtrat beschloss 1967 ein neues Verkehrskonzept, das den Bau einer U-Bahn zwischen Bonn und Bad Godesberg beinhaltete. Im Oktober des gleichen Jahres erfolgte in Anwesenheit der Bundesminister Strauß und Leber der erste Rammschlag. Das Konzept sah für den Tunnel einen Mischbetrieb von Straßenbahnzügen der SSB und projektierten dreiteiligen Aluminium-Schnelltriebwagen der KBE auf der Basis des „Silberpfeils“ vor. Letztere wurden nie gebaut, jedoch wurde kurz darauf nach ähnlichen Parametern die DB-Baureihe 420 entwickelt. Ende der 1960er Jahre geriet die KBE in ernsthafte finanzielle Schieflage und konnte nur durch Unterstützung des Landes Nordrhein-Westfalen vor dem Kollaps bewahrt werden, womit ihre Expansionspläne hinfällig wurden.
Stattdessen sollten die Eisenbahnstrecken der KBE nach dem „Stadtbahnerlass“ von 23. Februar 1970 genutzt werden, um durchgehende Verbindungen in das Kölner Straßenbahnnetz zu schaffen. Die Anforderungen, die Fahrzeuge nach Eisenbahnrecht zuzulassen, die engen Kölner Straßenbahntunnel zu befahren, die begrenzten Lasten der Kölner Rheinbrücken und die deutlich geringeren Kosten führten schließlich zur Entwicklung der Stadtbahnwagen B anstelle der vom Land vorgesehenen Stadtbahnwagen A.
Schließlich wurde ein Gesamtkonzept „Stadtverkehr Bundeshauptstadt Bonn“ entwickelt, das der Stadtrat am 15. Juni 1972 verabschiedete. Für die Stadtbahn waren eine Nord-Süd-Achse A, eine Ost-West-Achse B und eine ergänzende Strecke C vorgesehen. Die Achse A wurde bis 1986 vollständig verwirklicht, die Achse B blieb auf den östlichen Teil beschränkt, im Westen klafft immer noch eine Lücke. Die C-Achse entspricht der Linie 61, die dauerhaft eine mit Niederflurwagen bediente Straßenbahnstrecke bleiben soll.
Nachdem seit 1974 bereits auf der Siegburger Bahn Stadtbahnwagen eingesetzt worden waren, begann mit der Eröffnung der Stammstrecke am 22. März 1975 offiziell der Stadtbahnbetrieb in Bonn.

## Strecken
Die Strecken der Bonner Stadtbahn sind ehemalige Straßen- und Eisenbahnstrecken, die entweder oberirdisch für den Stadtbahnbetrieb umgerüstet wurden oder durch Tunnelabschnitte ersetzt wurden. Die einzige Strecke, die keinen Vorgänger hatte, ist die Strecke über die Südbrücke.
Die Aufteilung der einzelnen Strecken ist nicht immer eindeutig. Die hier gewählte Einteilung trennt die Strecken an den Punkten, an denen sich mehrere Linien treffen oder trennen.

### Stammstrecke

Karte der Stammstrecke

Als Stammstrecke des Netzes kann man die acht Kilometer lange Strecke zwischen dem U-Bahnhof Hauptbahnhof und der Stadthalle im Stadtteil Bad Godesberg bezeichnen, die von fast allen Stadtbahnlinien zumindest teilweise bedient wird. Ein Teil der Strecke verläuft in einem 1975 eröffneten Tunnel, der die 1949 stillgelegte Strecke der Straßenbahnlinie 3 in der Adenauerallee und die bis 1975 oberirdische Strecke der Straßenbahn Bonn–Godesberg–Mehlem (BGM) in der Kaiserstraße ersetzte.
Da im Bereich des Anschlusses der Franz-Josef-Strauß-Allee an die Friedrich-Ebert-Allee zunächst ein Umbau der Straßenoberfläche nur geplant war und erst Jahre später (2008–2010) umgesetzt wurde, war eine spätere Verlängerung des Tunnels von 1975 um circa 500 Meter in Richtung der Haltestelle Ollenhauerstraße nötig geworden. Dazu konnte ein bis dahin für den Richtungswechsel genutztes Betriebsgleis unter dem südlichen Bereich der Haltestelle Heussallee mit verwendet werden. Mit Fertigstellung der neuen Rampe konnte dieser Streckenumbau 2010 in Betrieb genommen werden.
Der Stadtbahntunnel in Bad Godesberg wurde 1994 fertiggestellt und eröffnet. Dieser Tunnel sollte die oberirdische eingleisige Ortsdurchfahrt ersetzen, die bis dahin über die Plittersdorfer Straße bis zur damaligen Endstation an der Rheinallee führte. Die Haltestelle Wurzerstraße an der Godesberger Allee wurde in das Konzept des neuen Tunnels miteinbezogen und die Rampe zwischen dieser und der Haltestelle Hochkreuz angelegt.
Die neue, zweigleisige Strecke erhielt mit einem repräsentativ wirkenden U-Bahnhof Bad Godesberg Bahnhof eine direkte Anbindung an die Fußgängerzone (Alte Bahnhofstraße) im Bad Godesberger Zentrum, an das Villenviertel (wo zuvor die alte Strecke an der Rheinallee endete) und an den Bahnhof Bad Godesberg. Hierauf folgt ihre vorläufige Endstation mit dem U-Bahnhof Stadthalle.
Die unterirdischen Stationen des Bonner Stammstreckentunnels wurden maßgeblich von dem Architekten Alexander Freiherr von Branca entworfen. Signifikant sind vor allem ihre dominant vorherrschenden Signalfarben (Grün, Gelb, Blau, Orange etc.), ihre abgerundeten Ecken und ihr Aufbau in austauschbaren Modulen in den zeittypischen Stilformen der 1970er Jahre. Mit Ausnahme der Station Hauptbahnhof erhielten die Tunnelbahnhöfe Seitenbahnsteige.

### Rheinuferbahn

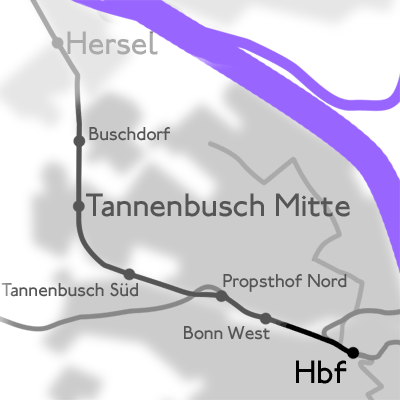
Karte der Rheinuferbahn

Die Rheinuferbahn der Köln-Bonner Eisenbahnen wurde ab 1975 für den Stadtbahnbetrieb umgerüstet, was damals technisch wie rechtlich Neuland darstellte, inzwischen aber unter dem Titel Karlsruher Modell noch wesentlich weiter getrieben wurde. In Köln und Bonn erfolgten die Anpassungen allerdings gleichermaßen bei den Radreifenprofilen und beim Oberbau, insbesondere durch bewegliche Herzstückspitzen.
Der Streckenabschnitt auf Bonner Stadtgebiet bis Buschdorf, der sich im Besitz der Stadtwerke befand, wurde dabei zur Straßenbahnstrecke umkonzessioniert. Ab August 1978 verkehrten auf der Rheinuferbahn die Züge der Stadtbahnlinie 16, die in den Stammstreckentunnel geführt wurden, den noch im Bau befindlichen Hauptbahnhof passierten und weiter nach Bad Godesberg fuhren.
Am 10. April 1979 wurde die Strecke zwischen Bonn West und der Eigentumsgrenze zur Straßenbahn umkonzessioniert. Nach Fertigstellung des Hauptbahnhofs wurde die Linie 3 bis Tannenbusch Mitte verlängert. Bis Buschdorf wurden die Bahnsteige Mitte der 1980er Jahre für den stufenlosen Einstieg umgebaut.
Heute wird der Abschnitt zwischen Hauptbahnhof und Tannenbusch von den Linien 16 und 63 innerhalb von 20 Minuten dreimal bedient.

### Südbrücke
| \| \| \| Stammstrecke vom Hbf \| \| \| \| 315,5515,5 \| Olof-Palme-Allee \| Olof-Palme-Allee \| \| \| \| Stammstrecke nach Bad Godesberg \| \| \| \| \| Maritim Hotel Bonn \| \| \| \| \| \| \| \| \| 514,9 \| Robert-Schuman-Platz \| Robert-Schuman-Platz \| \| \| \| \| \| \| \| 514,2 \| Rheinaue \| Rheinaue \| \| \| \| Konrad-Adenauer-Brücke (Rhein) \| \| \| \| \| \| \| \| \| \| Siebengebirgsbahn von Beuel \| \| \| \| 512,4 \| Ramersdorf \| Ramersdorf \| \| \| \| Siebengebirgsbahn nach Königswinter \| \| |            |                                     |                                     |
| U-Bahn-Strecke |            | Stammstrecke vom Hbf                | Stammstrecke vom Hbf                |
| U-Bahn-Bahnhof | 315,5515,5 | Olof-Palme-Allee                    | Olof-Palme-Allee                    |
| U-Bahn-Abzweig geradeaus und nach rechts |            | Stammstrecke nach Bad Godesberg     | Stammstrecke nach Bad Godesberg     |
| U-Bahn-Strecke mit Straßenbrücke |            | Maritim Hotel Bonn                  | Maritim Hotel Bonn                  |
| U-Bahn-Tunnelanfang |            |                                     |                                     |
| U-Bahn-Haltepunkt / Haltestelle (im Tunnel) | 514,9      | Robert-Schuman-Platz                | Robert-Schuman-Platz                |
| U-Bahn-Tunnelende |            |                                     |                                     |
| U-Bahn-Haltepunkt / Haltestelle | 514,2      | Rheinaue                            | Rheinaue                            |
| U-Bahn-Brücke über Wasserlauf |            | Konrad-Adenauer-Brücke (Rhein)      | Konrad-Adenauer-Brücke (Rhein)      |
| U-Bahn-Tunnelanfang |            |                                     |                                     |
| U-Bahn-Abzweig geradeaus und von links (im Tunnel) |            | Siebengebirgsbahn von Beuel         | Siebengebirgsbahn von Beuel         |
| U-Bahn-Bahnhof (im Tunnel) | 512,4      | Ramersdorf                          | Ramersdorf                          |
| U-Bahn-Strecke (im Tunnel) |            | Siebengebirgsbahn nach Königswinter | Siebengebirgsbahn nach Königswinter |

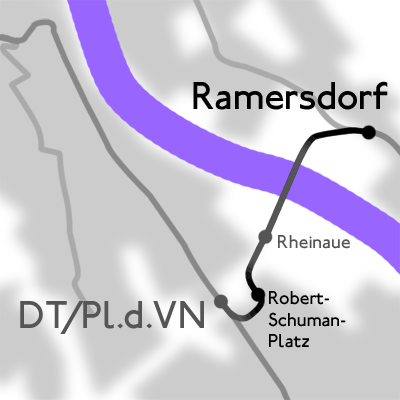
Karte der Rheinauenstrecke

Die Strecke durch die Rheinaue diente bei der Eröffnung des ersten Teilstücks am 27. April 1979 zur Erschließung der Bundesgartenschau des Jahres 1979. Zwei Jahre später wurde die Strecke am 5. September 1981 über die Südbrücke nach Ramersdorf verlängert und dort mit der Siebengebirgsbahn verknüpft.
Während der Bundesgartenschau fuhren auf der Strecke die Linien S und 8, später nur die Linie S.
Mit der Gründung des Verkehrsverbunds 1987 wurde die Linie S in 66 umbenannt. Sie wird seit 1994 im Zehnminutentakt bedient. Während der Hauptverkehrszeiten wird die 66 durch einige Fahrten der Linie 68 verstärkt.

#### Streckenverlauf

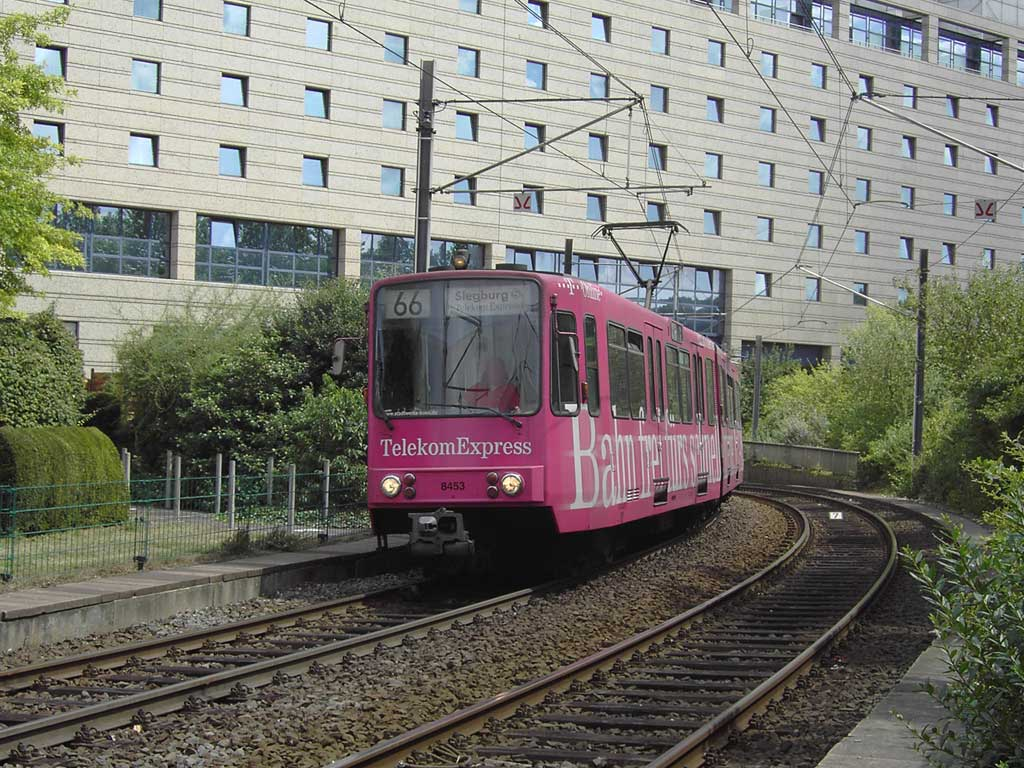
Unterquerung des Hotels Maritim

Nach der Haltestelle Olof-Palme-Allee überquert die auf einem Besonderen Bahnkörper gebaute Strecke den Süd-Nord-Fahrstreifen der B 9 und taucht in einem langgezogenen Bogen in einen Tunnel ab. Die Tunnelrampe wurde 1989 mit dem Maritim-Hotel überbaut (siehe Bild links).
Nach der unterirdischen Haltestelle Robert-Schuman-Platz erreicht die Stadtbahn auf dem Mittelstreifen der A 562 wieder die Oberfläche. Nach der Haltestelle Rheinaue wird auf der Konrad-Adenauer-Brücke der Rhein überquert.
Auf Höhe der Anschlussstelle Bonn-Beuel-Süd verschwindet die Strecke nochmals im Tunnel. Südöstlich der Autobahn unterquert sie ein Gleis der Siebengebirgsbahn, bevor sie im U-Bahnhof Ramersdorf mit dieser zusammentrifft.

#### Stationen

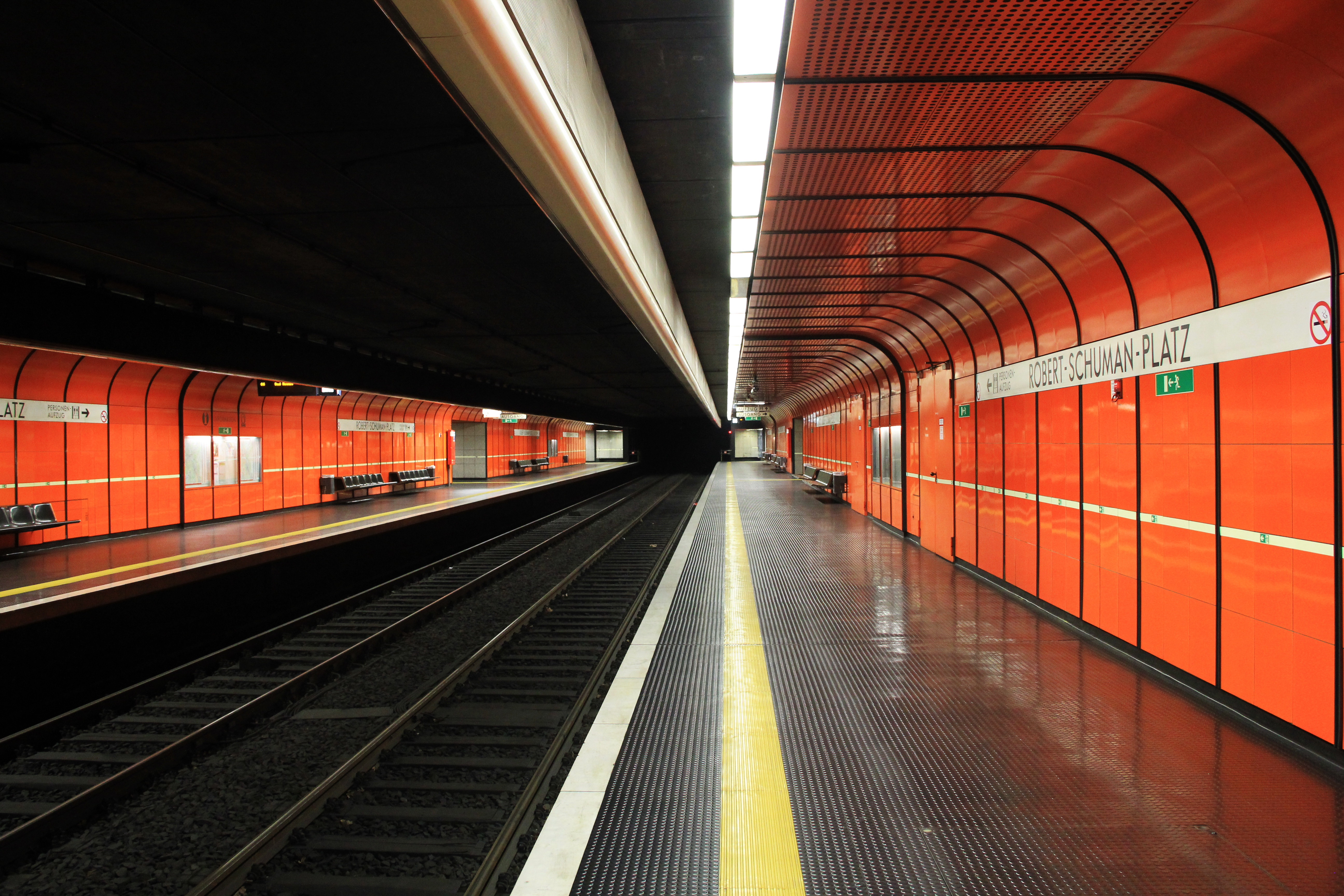
Robert-Schuman-Platz
Die Haltestelle Robert-Schuman-Platz liegt unterhalb des gleichnamigen Platzes, der entgegen dem populären Glauben nicht nach dem in Bonn gestorbenen Komponisten Robert Schumann, sondern nach dem französischen Staatsmann Robert Schuman benannt ist. Die unterirdische Haltestelle ist weitgehend nach dem Vorbild des U-Bahnhofs Heussallee an der Stammstrecke in der Kennfarbe Orangerot gestaltet und verfügt über Aufzüge, die die Barrierefreiheit sicherstellen.
Bei ihrer nachträglichen Eröffnung im Zuge der Streckenverlängerung über die Südbrücke 1981 lag die damals Heinemannstraße genannte und zunächst nur provisorisch hergestellte Tunnelhaltestelle unter Brachland, heute ist das Gelände unter anderem mit dem Bundesumweltministerium, dem Bundesinstitut für Berufsbildung, dem zweiten Dienstsitz des Bundesverkehrsministeriums, dem Bundesinstitut für Arzneimittel und Medizinprodukte und dem Bundeseisenbahnvermögen bebaut. Mit der Errichtung der ersten Ministerien wurde von November 1985 bis September 1986 die Ausgangsanlage des U-Bahnhofs gebaut und dieser dabei als erster in Bonn mit Aufzügen ausgestattet. Die Umbenennung der Haltestelle in Robert-Schuman-Platz erfolgte am 1. September 1987. Von November 2021 bis Januar 2022 erhielt sie neue Zugangsüberdachungen.
Rheinaue

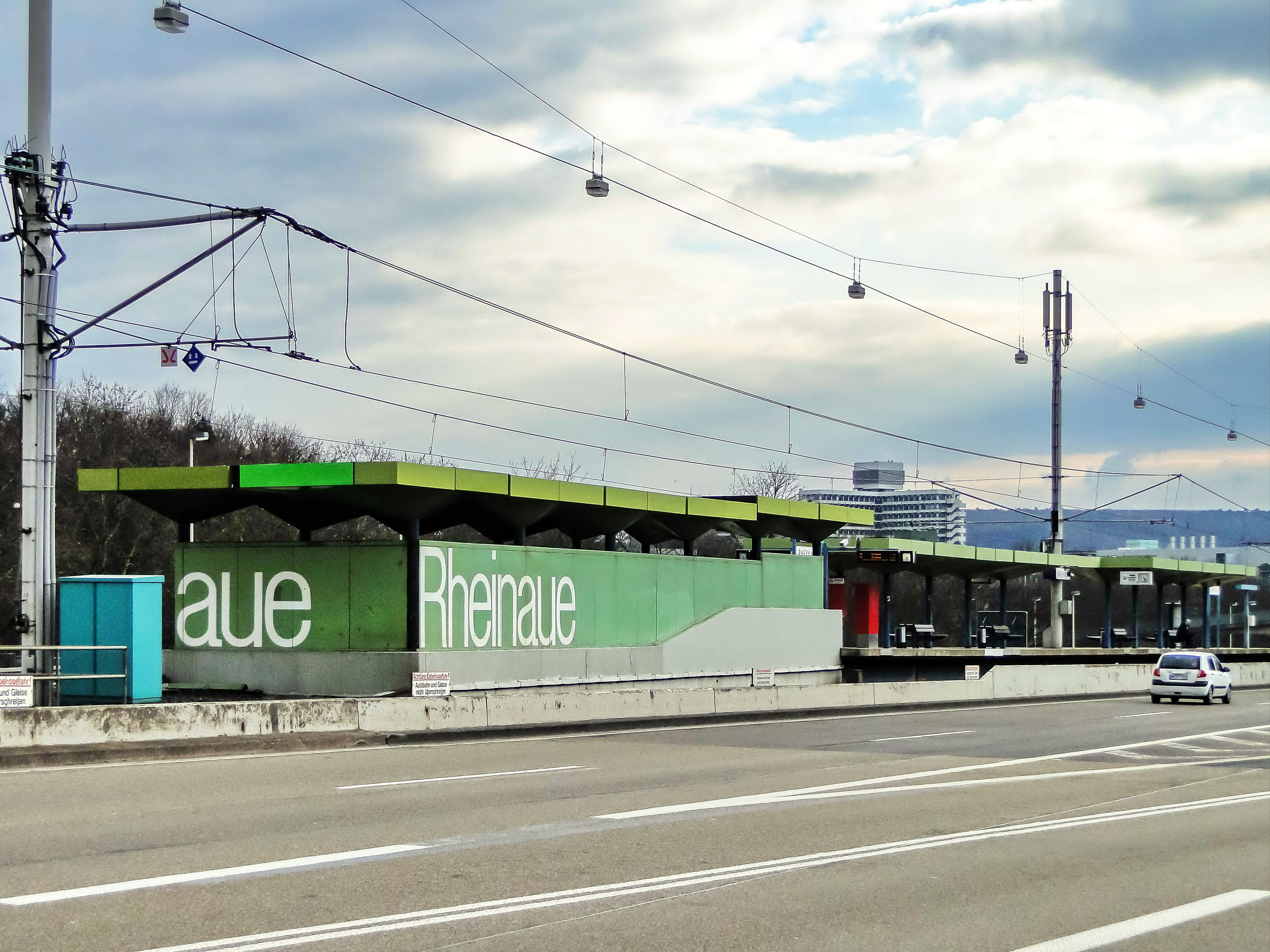
Rheinaue (Zustand vor der Sanierung)

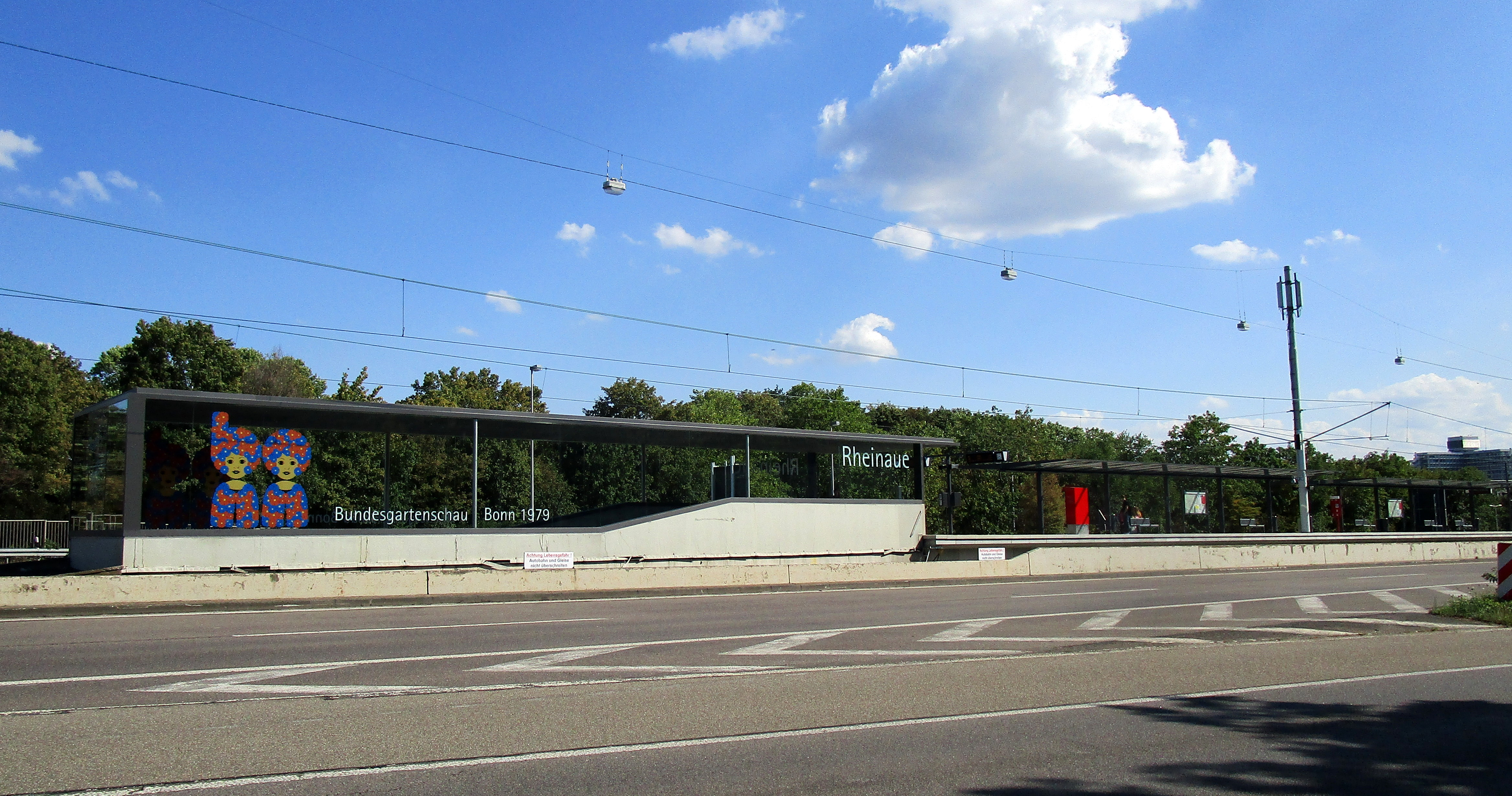
Rheinaue (Zustand nach der Sanierung)

Die Haltestelle Rheinaue liegt im Mittelstreifen der A 562 über dem Landschaftspark Rheinaue. Bei ihrer Eröffnung diente sie als Endhaltestelle für den Sonderverkehr zur Bundesgartenschau 1979.
Nach Großveranstaltungen ist sie derart frequentiert, dass an den Zugängen mit Drängelgittern Warteschlangen eingerichtet und Fahrgäste nur abgezählt zum Bahnsteig gelassen werden. Um die lebensgefährliche Abkürzung über die Autobahn zu erschweren, wurden im Umkreis der Haltestelle vor einigen Jahren die Zäune zwischen dem Fußweg zur Südbrücke und der Autobahn erhöht.
Die Haltestelle wurde von September 2019 bis April 2020 umfassend saniert und dabei die pilzartigen Überdachungen des Bahnsteigs und der Zugangsrampe durch Stahl-Glas-Konstruktionen ersetzt, wobei letztere erstmals vollständig eingehaust wurde. Anschließend wurde bis Ende 2021 der Zugangsbereich zur Haltestelle unterhalb der Autobahnbrücke umgestaltet und modernisiert.

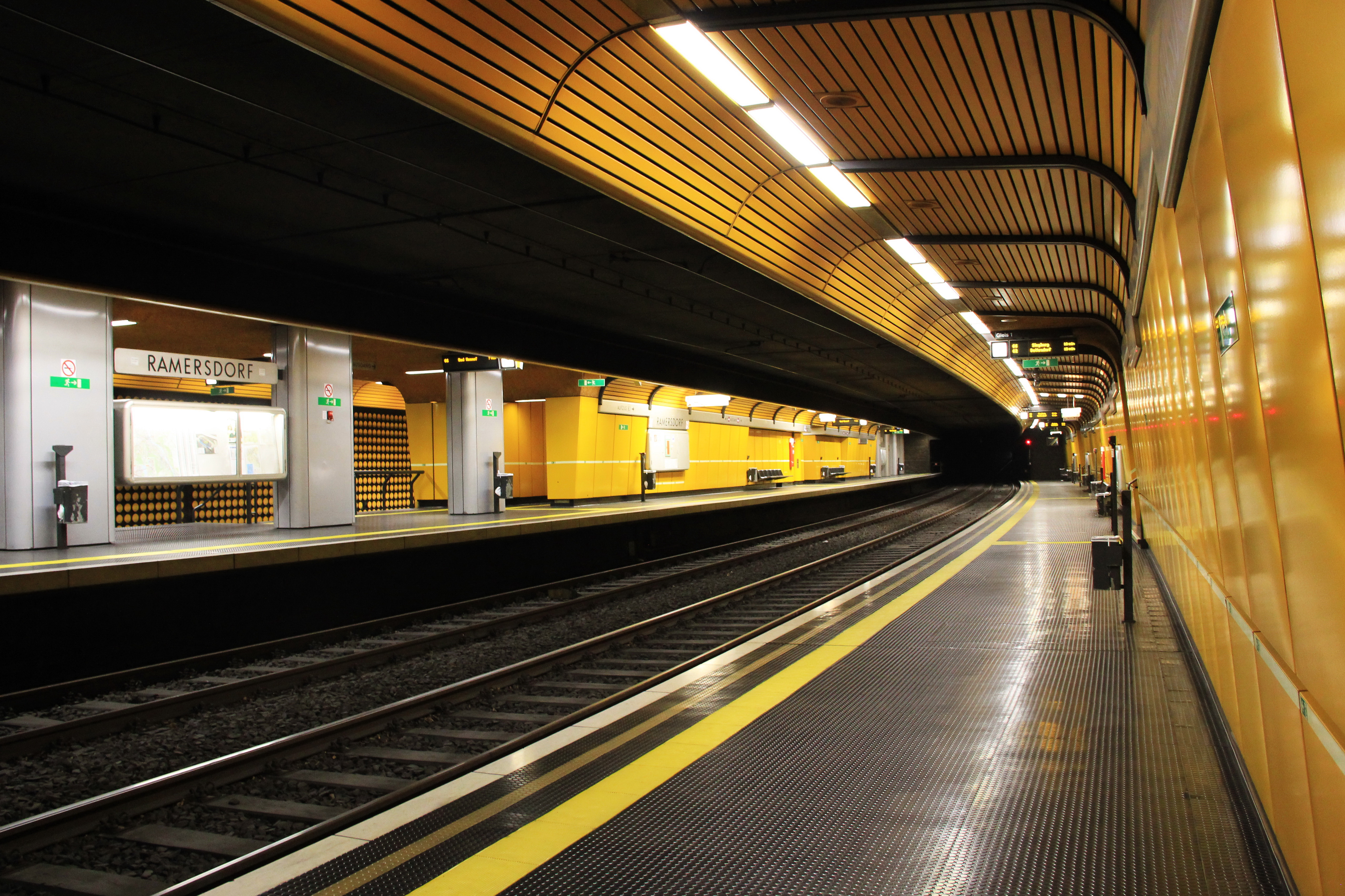
Ramersdorf
Die Haltestelle Ramersdorf ist als unterirdischer, dreigleisiger Abzweigbahnhof konzipiert. Die von der Südbrücke kommende Strecke führt zweigleisig weiter nach Oberkassel, während sich die Richtungsgleise der Siebengebirgsbahn Richtung Beuel voneinander trennen. Das Gleis Richtung Süden überquert im Tunnel die Strecke von der Südbrücke und führt an einem eigenen Bahnsteig vorbei, bevor es am südlichen Ende der Haltestelle in die durchgehenden Gleise einmündet. Das Gleis Richtung Norden zweigt dagegen nördlich der Haltestelle nach Beuel ab, so dass sich dort bis heute Stadtbahnwagen und Niederflurstraßenbahnwagen eine Bahnsteigkante teilen und ein dadurch erschwerter barrierefreier Ausbau erst im Jahre 2023 begonnen wurde.

Die Haltestelle wurde nach langer Bauzeit am 5. September 1981 eröffnet. Bereits am 10. September wurde die Haltestelle durch einen Triebwagenbrand so stark beschädigt, dass ein weiteres Jahr lang nur ein eingleisiger Notbetrieb möglich war.

### Siegburger Bahn

Karte der Siegburger Bahn

Die Siegburger Bahn von Bonn nach Siegburg hat durch die Eröffnung des Bahnhofs Siegburg/Bonn an der ICE-Strecke Köln–Frankfurt einen deutlichen Bedeutungszuwachs erfahren, da sie nun insbesondere die rechtsrheinischen Stadtteile Bonns mit dem zweiten Fernbahnhof im Bonn/Siegburger Raum verbindet. Die Linie 66 verkehrt werktags im Zehnminutentakt, abends und an Wochenenden viertelstündlich.

Die Strecke geht auf die 1911 eröffnete Kleinbahn Bonn–Siegburg zurück, die 1960 zur Straßenbahn umkonzessioniert wurde, um Kosten zu sparen. Die ursprünglich zwischen Vilich und Siegburg eingleisige Strecke wurde 1953 bis Hangelar zweigleisig ausgebaut. Das zweite Gleis wurde 1967 bis Sankt Augustin Mülldorf verlängert und nutzt seit 1980 die neue Siegbrücke. In Bonn endete die Strecke lange Zeit auf der Rampe der Rheinbrücke, ab 1952 am Bertha-von-Suttner-Platz. Während des Stadtbahnbaus wurde ab 1975 in der Haltestelle Stadthaus gewendet. Seit 1979 wird die Strecke als Stadtbahnlinie S in den Stammstreckentunnel und weiter bis Rheinaue geführt. In Siegburg wurde die Strecke ab 1998 komplett umgebaut: Die nun vollständig zweigleisige Strecke endet seit 2000 im Untergeschoss des neugebauten ICE-Bahnhofs.

### Siebengebirgsbahn

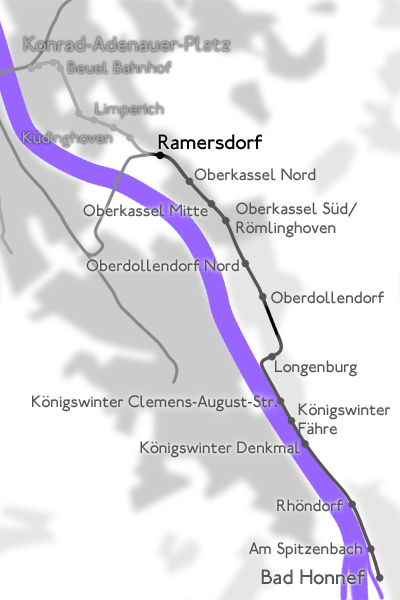
Karte der Siebengebirgsbahn

Die Siebengebirgsbahn führt von Beuel aus parallel zum Rhein am Fuße des Siebengebirges entlang über Königswinter nach Bad Honnef. Der nördliche Abschnitt bis Oberkassel wird von der Straßenbahnlinie 62 befahren. In Ramersdorf fädelt die Stadtbahnlinie 66 in die Siebengebirgsbahn ein, die sie südlich von Oberkassel alleine befährt. Die Linie 62 wird werktags im Zehn-, die Linie 66 im Zwanzigminutentakt bedient. Im Berufsverkehr wird die Linie 66 zwischen Ramersdorf und Königswinter Clemens-August-Straße auf einen Zehnminutentakt verdichtet.

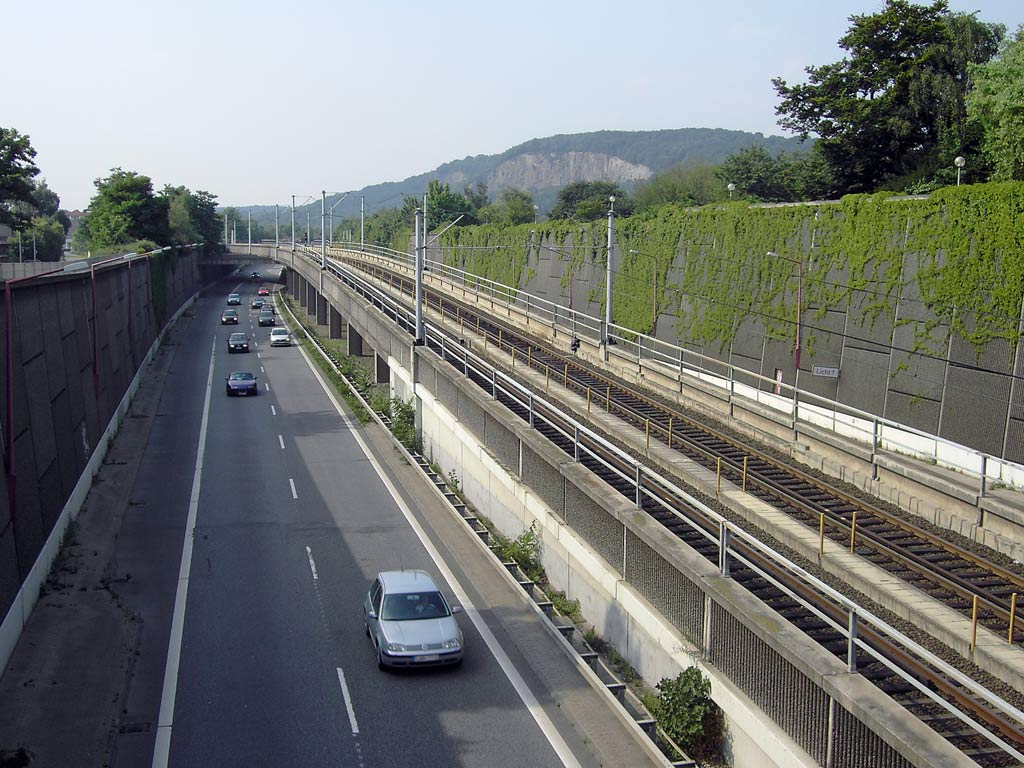
Rampe der Stadtbahnlinie 66 in Königswinter-Oberdollendorf

Wie die Siegburger Bahn geht die Siebengebirgsbahn auf eine elektrische Kleinbahn zurück, die wenige Jahre vor dem Ersten Weltkrieg gebaut wurde, anders als diese aber weniger dem Pendler- als dem Ausflugsverkehr diente. Zeitweise bot die KBE durchgehende Fahrscheine von Köln ins Siebengebirge an. Von dieser Kooperation profitierte die Siebengebirgsbahn insbesondere in Zeiten der wachsenden Konkurrenz durch den Autoverkehr. Zur Kostensenkung wurde die Strecke 1960 zur Straßenbahn umkonzessioniert. Die Gesamtstrecke wurde lange von der Straßenbahnlinie H bedient, die 1987 zur Linie 64 wurde. Der Ausbau der Bundesstraße 42 führte zu einer geänderten Streckenführung im Bereich Oberdollendorf; die Haltestelle Ramersdorf wurde um 1980 unter die Erde verlegt. Im Herbst 1991 wurde die Strecke derart ausgebaut, dass sie vollständig mit Stadtbahnwagen befahrbar war. Nach viereinhalb Monaten Schienenersatzverkehr konnte die Linie 66 nach Bad Honnef verlängert werden. Die 64 wurde nach Oberkassel zurückgezogen und ebenfalls auf Stadtbahnwagen umgestellt. 1994 wurde die 64 dann ganz eingestellt und die 62 stattdessen über ihren bisherigen Endpunkt Beuel Bahnhof hinaus verlängert. Die eingleisige Strecke zwischen Königswinter und Bad Honnef ist erst seit Juni 1994 signalgedeckt, zuvor wurde hier mit Stabsicherung gefahren.

### Vorgebirgsbahn

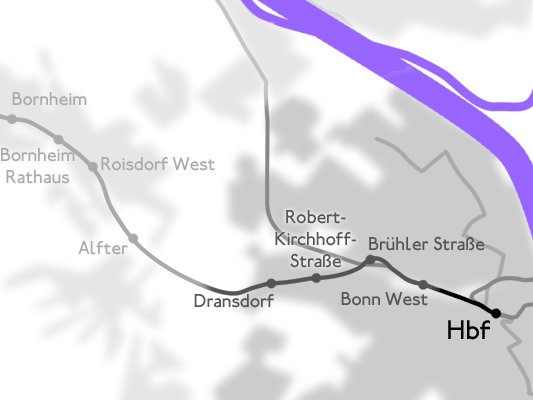
Karte der Vorgebirgsbahn

Die Vorgebirgsbahn der Köln-Bonner Eisenbahnen wurde ab Oktober 1985 auf Stadtbahnbetrieb umgestellt; zuerst der Abschnitt bis Schwadorf, ein Jahr später folgte der nächste Abschnitt bis Köln. Seither endet die Linie 18 am Südende am Bonner Hauptbahnhof. Sie fuhr aber auf der nördlichen Seite nun bis Köln-Mülheim durch, später nach Köln-Chorweiler. Mit Trennung zwischen Hoch- und Niederflurnetz in Köln bedient die Linie 18 wieder den Streckenast nach Köln-Mülheim, der in der Zwischenzeit nach Thielenbruch verlängert worden war. An Werktagen fährt die 18 im Zwanzigminutentakt. An Wochenenden verkehrt sie zwischen Brühl und Bonn halbstündlich. Seit 2019 besteht auf der Linie 18 Samstags, Sonntags und an Feiertagen auch ein Nachtverkehr im Stundentakt.

## Straßenbahnstrecken
Neben dem bereits behandelten Nordabschnitt der Siebengebirgsbahn gibt es in Bonn noch zwei Straßenbahnstrecken, die vom Ausbau des Stadtbahnnetzes relativ unberührt blieben.

### Auerberg

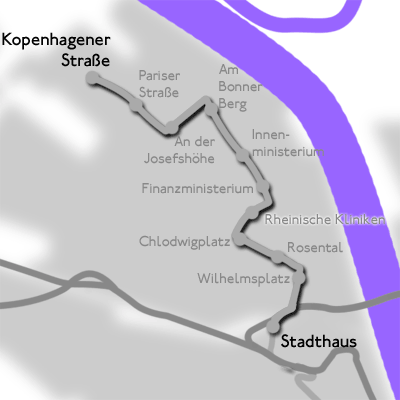
Auerberg

Die Strecke vom Stadthaus nach Auerberg beinhaltet den ältesten Streckenabschnitt des früheren Straßenbahnnetzes, der heute noch befahren wird. Seit dem 30. Juni 1906 gab es fast ununterbrochenen Straßenbahnbetrieb zwischen der Wilhelmstraße und dem Betriebshof auf Höhe der heutigen A 565.
Bereits 1908 wurde die Strecke nach Graurheindorf verlängert. Ein Teil der Strecke nach Graurheindorf, nämlich das etwa 300 Meter lange Stück entlang der Werftstraße, wurde 1994 aufgegeben. Die Fläche der ehemaligen Wendeschleife am Hafen diente zunächst dem Straßenverkehr und ist inzwischen bebaut. Statt über diesen Streckenabschnitt fährt die Straßenbahn seit dem 19. August 1994 über eine neuerbaute, 1,35 Kilometer lange Trasse weiter nach Auerberg, deren Bau 26,6 Millionen D-Mark in Anspruch nahm. Die Schienen sind hier von Rasen eingefasst und lagern auf Beton sowie einer Gummischicht.
Die Strecke wurde seit ihrer Eröffnung von der Linie 1 befahren, die 1987 in 61 umbenannt wurde und noch heute dort verkehrt.

#### Streckenverlauf

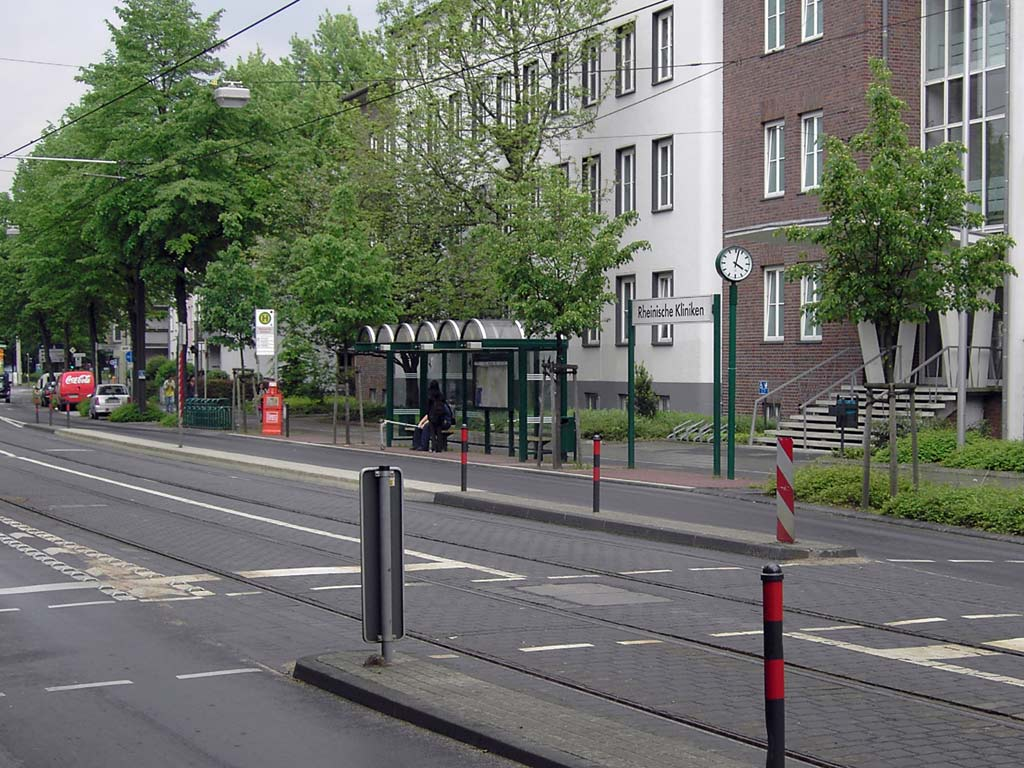
LVR-Klinik (bis Ende November 2009 Rheinische Kliniken)

Nahe dem Stadthaus zweigt die Strecke mit einem doppelten Gleisdreieck von der in der Oxfordstraße verlaufenden Siegburger Bahn ab. Sie folgt der Wilhelmstraße bis zum Wilhelmsplatz, wo sie in die Kölnstraße einbiegt. Am Chlodwigplatz verlässt sie die Kölnstraße und biegt in eine ÖPNV-Spur in der Mitte des Kaiser-Karl-Rings ein. An der nächsten Kreuzung biegt die Strecke wiederum rechtwinklig ab und folgt nun der Graurheindorfer Straße auf einem eigenen Gleiskörper im Mittelstreifen. Die Graurheindorfer Straße geht mit Überschreiten der Ortsteilgrenze zu Graurheindorf unterhalb der A 565 in die Herseler Straße über.
Bis 1994 bog die Strecke an der Kreuzung Werftstraße zum Graurheindorfer Hafen ab, heute biegt die Strecke entgegengesetzt ab und durchfährt das Tal des Rheindorfer Bachs, an dessen anderer Seite die Haltestelle An der Josefshöhe liegt. Dort biegt die Strecke in die Pariser Straße ab, der sie ins Zentrum von Auerberg folgt, wo sie an der Kreuzung mit der Kopenhagener Straße endet.

### Dottendorf

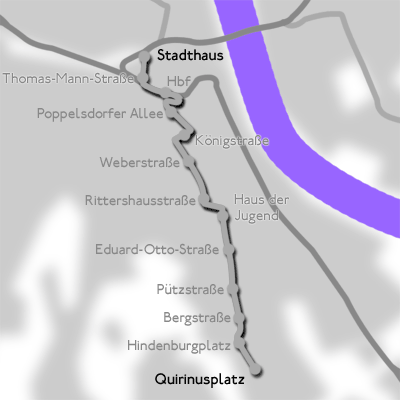
Dottendorf

Die Strecke nach Dottendorf entspricht großteils der 1909 eröffneten Straßenbahn nach Kessenich, die 1915 nach Dottendorf verlängert wurde. Sie ist heute die letzte Straßenbahnstrecke, die fast völlig im Straßenraum verläuft. Lediglich in der Reuterstraße gibt es auf circa 150 Metern einen eigenen Gleiskörper. Bei ihrer Eröffnung wurde sie von der Linie 4 befahren, nach der Eröffnung der Eisenbahnunterführung am Hauptbahnhof 1936 von der Linie 2. Nach dem Krieg war die Strecke zunächst Teil der Linie 1, seit der Stilllegungswelle der 1950er Jahre wird sie von beiden verbliebenen Straßenbahnlinien 1 und 2 befahren, die 1987 in 61 und 62 umbenannt wurden.

#### Streckenverlauf
Am Stadthaus zweigt die Strecke von der Siegburger Bahn ab und folgt der Thomas-Mann-Straße. Am Hauptbahnhof biegt sie in die parallel zum Bahnhof verlaufende Straße Am Hauptbahnhof ein, bevor sie südlich des Hauptbahnhofs in einer engen S-Kurve die Linke Rheinstrecke unterquert. Nach der Südunterführung verläuft die Strecke durch die Prinz-Albert-Straße, biegt in die Königstraße und dann in den Bonner Talweg ein. Dem Bonner Talweg folgt die Strecke bis zur Reuterstraße, der sie etwa 150 Meter im Mittelstreifen folgt, bevor sie in die Hausdorffstraße einbiegt. Die letzten zwei Kilometer durch Kessenich und Dottendorf verlaufen in der Hausdorffstraße, bevor die Strecke seit 1957 am Quirinusplatz in einer Wendeschleife endet.

## Planungen

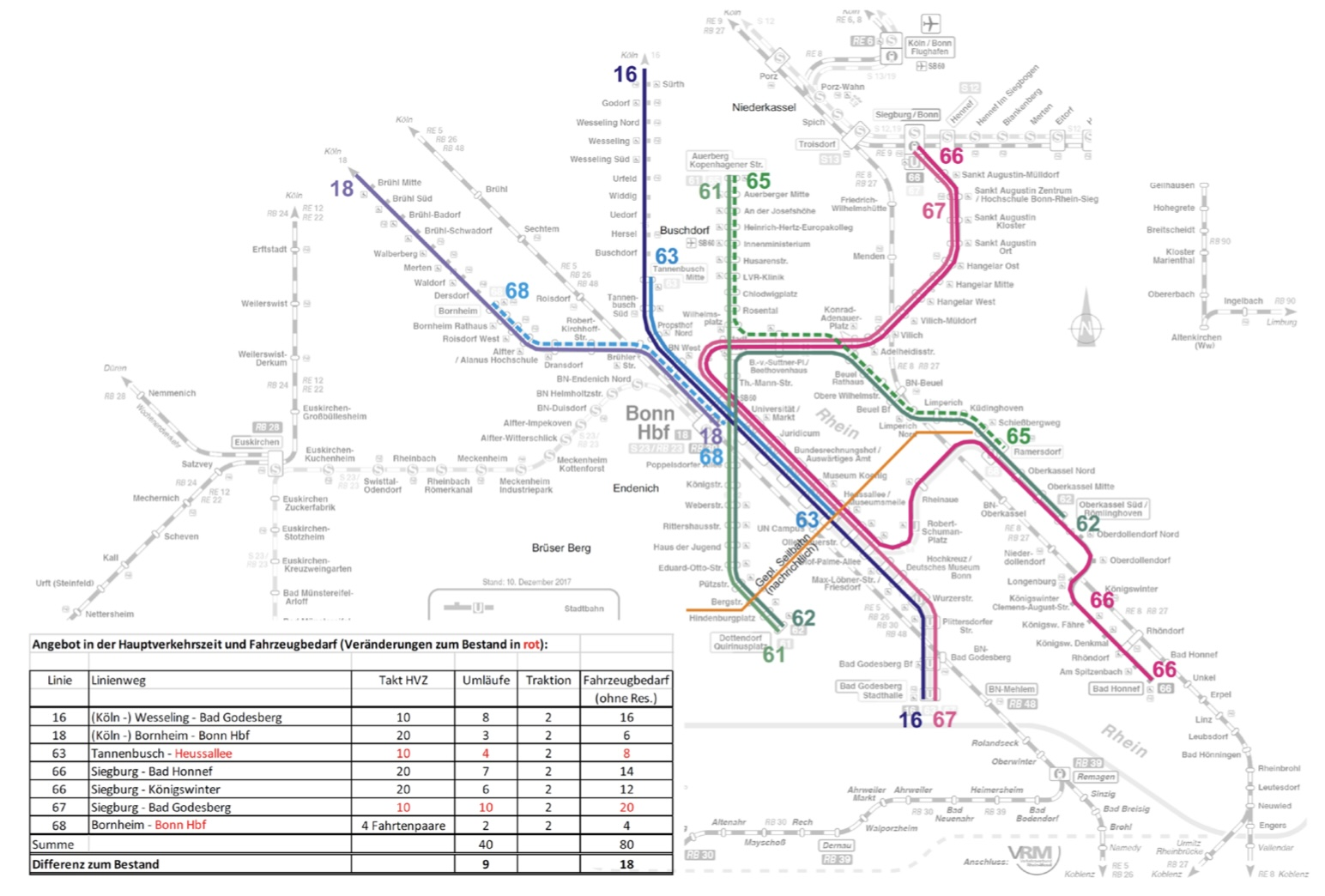

Das Bonner Stadtbahnnetz weist deutliche Lücken auf. Beträchtliche Teile der Stadt sind nur durch teilweise stark überlastete Buslinien erschlossen. Der Nahverkehrsplan 2003–2007 der Stadt Bonn sieht zwei Neubauprojekte sowie mehrere Streckenverlängerungen und Aktivierungen bestehender Gütergleise für den Personenverkehr vor. Aus finanziellen wie aus städtebaulichen Gründen soll das Stadtbahnnetz nur noch geringfügig erweitert werden, während die anderen neuen Strecken für den Betrieb mit Niederflur-Straßenbahnwagen vorgesehen sind.

### Taktverdichtung
Steigende Fahrgastzahlen sorgen auf der am stärksten frequentierten Linie im Bonner Stadtgebiet für Kapazitätsengpässe. Die Linie 66 stößt mittlerweile zwischen Siegburg und Bonn an ihre Kapazitätsgrenzen, da sie als einzige Bahnverbindung das Bonner Bundesviertel und die Innenstadt und das Umland im Rhein-Sieg-Kreis direkt verbindet. Deswegen soll ab 2026 neben der 66 auch die 67 in ihrer Taktung auf einen 10-Minuten-Takt angepasst werden, so dass dann die Anzahl der Fahrten von sechs auf zwölf verdoppelt wird. Momentan werden nur an Schultagen um 6 bzw. 7 Uhr je zwei Fahrten pro Richtung gefahren.
Im Bereich Heussallee – Stadthalle wird die 67 dann die 63 ersetzen und gemeinsam mit der Linie 16 dort für ein Angebot von zwölf statt sechs Zügen pro Stunde und Richtung sorgen.
Die Linie 18 soll außerdem in den Hauptverkehrszeiten zwischen Köln und Bonn auf einen Zehnminutentakt verdichtet werden. Dies wird seit langem gefordert, ist aber durch die eingleisigen Abschnitte auf der Strecke bislang nicht möglich. Die Strecke müsste also auf mehreren Abschnitten ausgebaut werden. Der Ausbau soll nun aktiv geplant und in den nächsten Jahren vorgenommen werden.
Um das gesteigerte Angebot tatsächlich auch fahren zu können, hat die Stadt Bonn 32 neue Stadtbahnfahrzeuge beim spanischen Hersteller CAF bestellt. Die entsprechende Ausschreibung fand Ende des Jahres 2020 statt. Da die Fahrzeuge immer in Doppeltraktion verkehren sollen, erhalten sie deshalb nur einen Führerstand.
Sind alle Maßnahmen zur Taktverdichtung umgesetzt, wird auf dem Streckenabschnitt der Stammstrecke Hauptbahnhof – Heussallee eine Taktfrequenz von 2,5 Minuten herrschen. In der Hauptverkehrszeit wird durch die Verstärkerfahrten der Linie 18/68 zeitweise die maximale Taktfrequenz von 90 Sekunden in Tunnelstrecken erreicht.
Auch die Straßenbahn soll künftig öfter fahren. Die Linie 61 wird zur Hauptverkehrszeit ab Dezember 2025 zwischen Bonn Hbf und Kopenhagener Straße auf einen 5´-Takt verdichtet. Die dafür notwendigen Fahrzeuge sind bereits bestellt und sollen zeitnah geliefert werden, die erste Bahn wurde bereits im Februar 2023 abgenommen. Zurzeit fährt die 61 zur HVZ nur in einem annähernden 5'-Takt, 10 Fahrten die Stunde werden zwischen Bonn Hbf und dem Heinrich-Hertz-Europakolleg gefahren. Die Verstärker werden zukünftig weiter bis zur Endstation Kopenhagener Straße durchgebunden, da der Stadtteil Auerberg in den letzten Jahren einen deutlichen Bevölkerungszuwachs erfahren hat.

### Hardtberg (Straßenbahnlinie „Westbahn“)

Westbahn

Im Bonner Westen sind insbesondere Endenich und der Stadtbezirk Hardtberg durch den öffentlichen Nahverkehr nur unzureichend erschlossen: Es existiert zwar ein gut ausgebautes Busnetz auf mehreren parallelen, teilweise stauanfälligen Verkehrsachsen, auf denen Gelenkbuslinien im dichten Takt ins Zentrum fahren. Ein Anschluss an das Bahnnetz besteht jedoch nur an den S-Bahn-Stationen Bonn-Duisdorf und Bonn Helmholtzstraße der Voreifelbahn am Rand des Stadtbezirks, welche weniger zentral gelegen sind. Außerdem ist die S-Bahn in den Hauptverkehrszeiten bereits ausgelastet und dient eher der Erschließung der Region.

### Hersel (Straßenbahnverlängerung Auerberg–Buschdorf–Hersel)

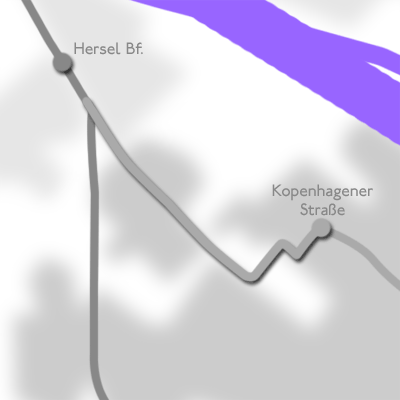
Hersel

Die Endhaltestelle Kopenhagener Straße in Auerberg liegt nur etwa 600 Meter von einem Gütergleis auf der ehemaligen Trasse der Rheinuferbahn entfernt, das in Hersel von der aktuellen Trasse abzweigt und einige Industriebetriebe im Bonner Norden anschließt. Somit bietet sich die Gelegenheit, mit unter einem Kilometer Neubaustrecke das Straßenbahnnetz um etwa drei Kilometer zu verlängern. Die neue Strecke würde das bisher nur tangierte Buschdorf besser erschließen und in Hersel einen Anschluss zu der Stadtbahnlinie 16 herstellen, der auf einigen Relationen die Fahrtzeiten spürbar verkürzen könnte.
Momentan soll diese Strecke aber der Linie 63 zugeschlagen werden, die dann ab (H) Buschdorf weiter ins dortige Stadtteilgebiet fahren und unweit der Kopenhagener Straße enden soll. Wie die beiden Endstationen dann miteinander verbunden werden, ist momentan offen. Eine Verlängerung der Straßenbahntrasse ab Kopenhagener Straße scheint realistisch, sie wäre deutlich kostengünstiger und praktischer als die Bedienung desselben Streckenabschnitts mit doppelt so langen Hochflurfahrzeugen. Alternativ könnten die Buslinien 601, 604 und 605 beide Trassen miteinander verbinden.

### Kohlkaul (Straßenbahnlinie Beuel–Kohlkaul)

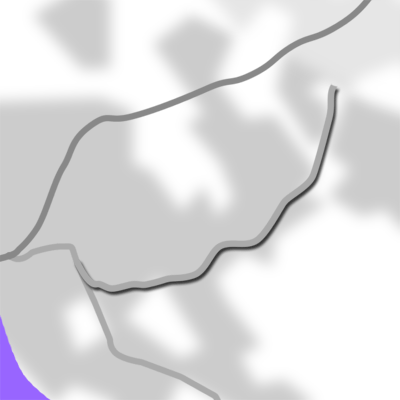
Kohlkaul

Vom Beueler Bahnhof zweigt eine eingleisige Strecke, die Kleinbahn Beuel–Großenbusch, ab, die heute über Pützchen nach Kohlkaul zum Endpunkt Hangelar/B 56 verläuft. Derzeit wird diese Strecke noch von der Rhein-Sieg-Eisenbahn betrieben, am 14. März 2024 veröffentlichte sie jedoch im Bundesanzeiger ihre Absicht zur Stilllegung der Teilstrecke. Eine Stilllegung würde zunächst auch eine ÖPNV-Nutzung erschweren. Der Personenverkehr mit einem Schienenbus zu Pützchens Markt wurde bereits 2019 eingestellt.
Die Strecke soll für den Betrieb mit niederflurigen Straßenbahnwagen  ausgebaut und mit einer Unterführung unter der rechten Rheinstrecke an das bestehende Straßenbahnnetz angeschlossen werden. Nach einer Stellungnahme der Stadtverwaltung vom März 2018 wird das Projekt weiterverfolgt, mit einer Realisierung sei aber „erst sehr langfristig zu rechnen“. Ausschlaggebend hierfür ist u. a. dass die Fertigstellung des neuen ÖPNV-Bedarfsplans seitens des Landes wohl nicht vor 2020[veraltet] erfolgen wird. Andere ÖPNV-Projekte in Bonn seien zudem gemäß Ratsbeschluss vorrangig.

### Niederkassel (Stadtbahnlinie Bonn–Niederkassel–Köln)

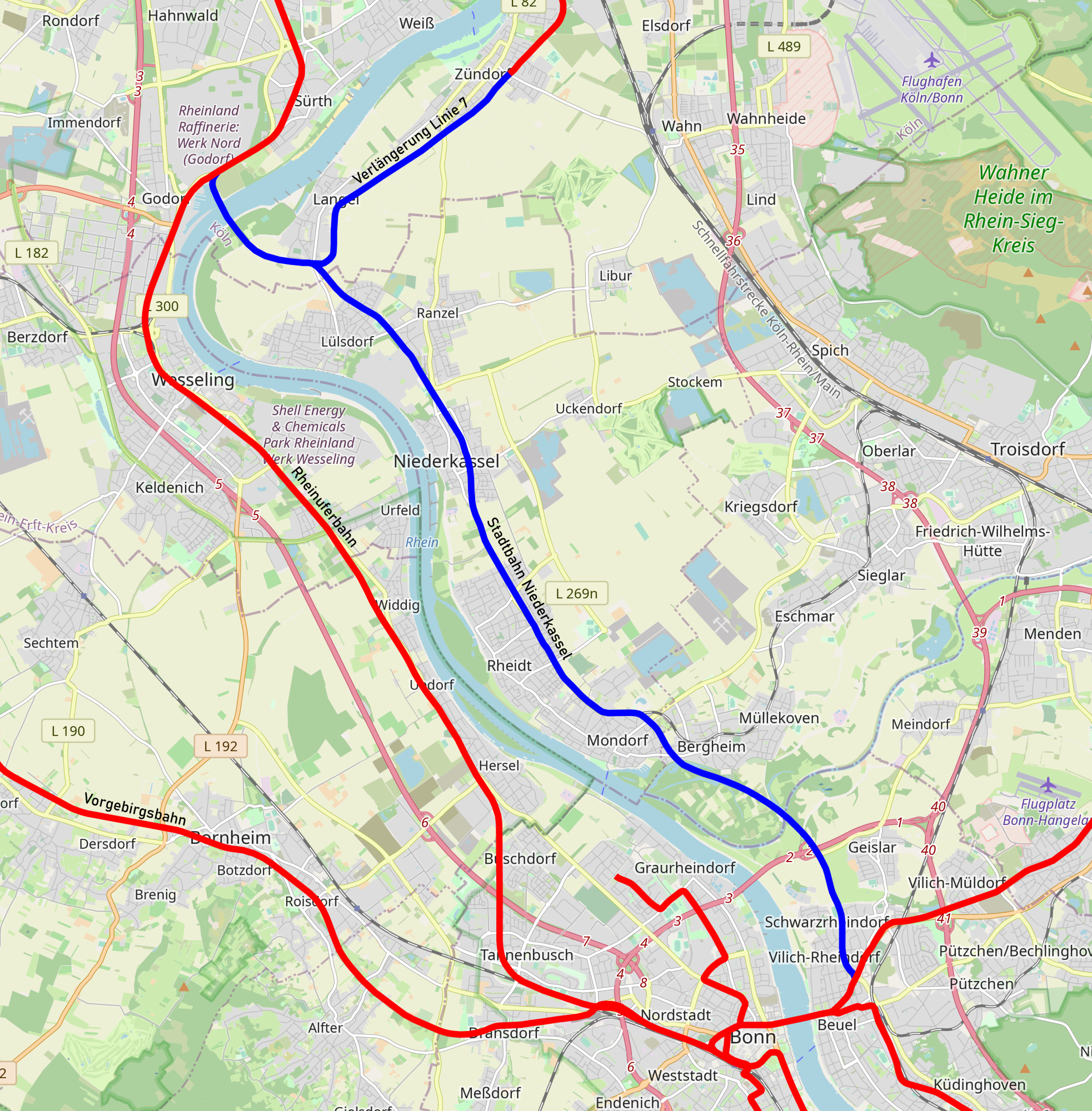
Stadtbahn Niederkassel und Verlängerung der Kölner Linie 7

Ein weiteres Projekt ist die Führung einer Stadtbahn von Bonn nach Niederkassel und Köln-Langel. Dies wäre die dritte Stadtbahnverbindung von Köln nach Bonn und die erste rechtsrheinische. Die Stadt Niederkassel würde somit Anschluss an die Stadtbahn erhalten.
Ursprünglich stand eine Verlängerung der Linie 7, welche bisher in Köln-Zündorf endet, bis Bonn im Gespräch. Da die Bonner und Kölner Niederflurtriebwagen allerdings nicht miteinander kompatibel sind, ein barrierefreier Mischbetrieb also nicht möglich wäre, wurde diese Planung wieder verworfen. Die heutige Planung sieht eine hochflurige Stadtbahnlinie 17 vor, die am Bonner Hauptbahnhof beginnt, von der bestehenden Bahntrasse der Linie 66 an der Niederkasseler Straße abzweigt und über diese, bei teilweiser Nutzung der bisherigen Busspur, bis nach Niederkassel-Mondorf führt. Ab dort nutzen die Züge bis Lülsdorf die bestehende Trasse der ehemaligen Kleinbahn Siegburg-Zündorf, auf der seit Mitte der 1960er nur noch Güterverkehr stattfand. Diese wird auf dem betroffenen Abschnitt elektrifiziert und zweigleisig ausgebaut. Vom bisherigen Endpunkt der Güterstrecke in Lülsdorf hinaus ist eine Strecke nach Köln-Langel geplant, welche an einer neuen Station „Langel Süd“ auf die ebenfalls zu verlängernde Linie 7 trifft, die dann dort ihren Endpunkt findet. Statt wie ursprünglich angedacht einen rechtsrheinischen Umweg über Porz zu fahren, wird die Linie 17 über eine neue Rheinquerung, welche auch für Fußgänger und Radfahrer nutzbar sein soll, an die bestehende Trasse der Rheinuferbahn herangeführt, um ab Sürth zusammen mit der Linie 16 durch die im Bau befindliche Nord-Süd-Stadtbahn in die Kölner Innenstadt zu gelangen.
Der Fahrzeugbedarf soll durch Fahrzeuge des Types HF6 gedeckt werden, von denen die Kölner Verkehrsbetriebe bereits 27 besitzt. Um einen durchgängigen 10-Minuten-Takt bei einer Umlauflänge von 120 Minuten zu bedienen, müssten mindestens 20 neue Fahrzeuge beschafft werden. Dafür könnten dann 37 Linienbusse freigestellt werden, da bei Inbetriebnahme der Linie 17 die Buslinien 117 und 550 (beide Bonn Hbf – Wahn Bf) entfallen würden. Das Busnetz im Bereich Niederkassel könnte sich mit der neuen Stadtbahn stark ändern, bisher wurden einige Möglichkeiten vorgeschlagen.
In der Hauptverkehrszeit soll, zusätzlich zu den bestehenden Stadtbahnlinien 16 und 18, ein 10-min-Takt von Köln nach Bonn via Niederkassel angeboten werden. Die Linie 7 wird ihre verlängerte Trasse durchgehend im 10-min-Takt bedienen. Ob die Linie 8 (Porz – Sülz), die bis 2030 eingerichtet werden soll, auch bis Langel Süd geführt werden soll, wird noch entschieden. Der Baubeginn könnte 2028 erfolgen, eine Teilinbetriebnahme würde dann frühestens 2030 möglich sein.
Probleme bei einem Hochflurbetrieb bestehen vor allem im Mischbetrieb mit dem Güterverkehr, der weiterhin über die bestehenden Gleise abgewickelt werden soll. Gleisverschlingungen nach Kasseler Modell und auf lange Sicht eine neue Güterstrecke bei Libur sind im Gespräch. Fest steht jedoch, dass die bestehende Trasse die Widmung nach EBO beibehält, die linksrheinisch von Godorf bis Rodenkirchen auf der Rheinuferbahn auch besteht. Alle neuzubauenden Abschnitte, so auch die Rheinquerung, werden nach BOStrab geplant, Güterverkehr auf diesen Abschnitten wird es also nicht geben.

### Ausbau Buschdorf
Der Rat der Stadt Bonn hat die Stadtverwaltung am 1./7. September 2020 beauftragt, mit Priorität alle planerischen, technischen und rechtlichen Schritte, eine Nutzen-Kosten-Analyse sowie eine standardisierte Bewertung durchzuführen. Eine eventuelle Verlängerung der Stadtbahn nach Auerberg und/oder der zurzeit an der Ecke Pariser/Kopenhagener Straße endenden Straßenbahnlinie 61 Richtung Buschdorf soll erst im Anschluss optional verfolgt werden.
Die Stadtbahnlinie 16/63 fährt bereits heute am Wochenende ganztägig und von Montag bis Freitag nach 22 Uhr bis zur jetzigen Haltestelle Buschdorf. In Zukunft soll die Stadtbahn gemäß Beschluss nördlich der Brücke Buschdorfer Straße die bestehende Trasse verlassen. Eine neu zu bauende Verbindungskurve schließt an die ehemalige Rheinuferbahn-Trasse der Köln-Bonner Eisenbahnen AG an. Auf dieser Trasse soll die Stadtbahn die Ortsmitte von Buschdorf und das Gewerbegebiet Buschdorf anschließen und in Höhe des ehemaligen KBE-Bahnhofs Bonn-Nord am Nordfriedhof enden.
Haltestellen sollen im Bereich der Friedlandstraße, der Otto-Hahn-Straße, der Schlesienstraße (Gewerbepark) und der Friedrich-Wöhler-Straße (Nordbahnhof) entstehen. Die bisher in Tannenbusch-Mitte endenden Bahnen sollen dann ganztags an allen Tagen die neue Trasse befahren und an allen vier neuen Haltestellen Umsteigemöglichkeiten auf die bestehenden Buslinien bieten.

## Fahrzeuge

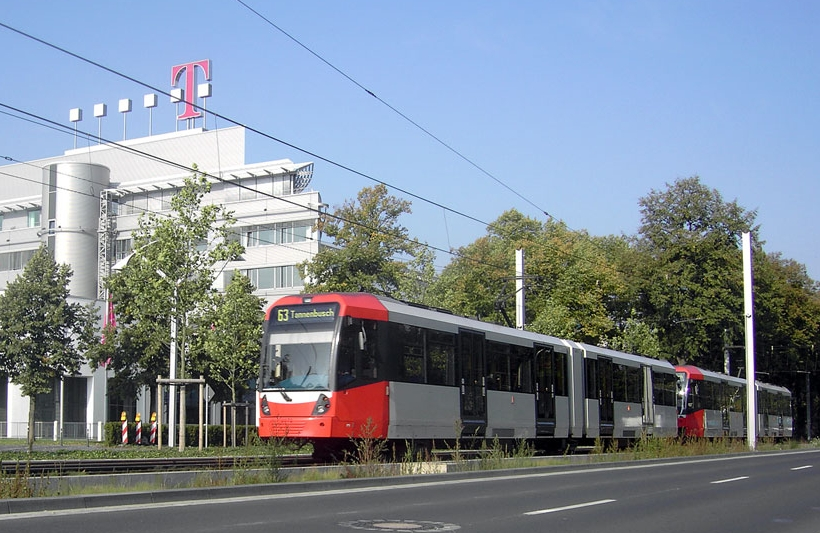
Stadtbahnwagen der Baureihe K5000 vor der Konzernzentrale der Deutschen Telekom

Die Stadtbahn Köln/Bonn war das erste Einsatzgebiet des Stadtbahnwagen B. In Köln liefen zunächst zwei Prototypen, in Bonn einer. Zwischen 1973 und 1993 beschafften die SWB/SSB insgesamt 75 B-Wagen in drei Generationen. 13 Stück, darunter der Prototyp, wurden 2003 nach Dortmund verkauft und durch 15 Stadtbahnwagen des Typs Bombardier Flexity Swift (K5000) ersetzt. Die K5000 werden nur auf den Linien 16, 18, 63 und 67 eingesetzt, da die für die Linien 66 und 68 benötigten Schiebetritte fehlen. Zudem werden die K5000 abends und am Wochenende auf der Linie 68 nur bis Bonn Hauptbahnhof eingesetzt.
Die B-Wagen verkehren auf allen Stadtbahnlinien. Normalerweise werden die Stadtbahnwagen ausschließlich in Doppeltraktion eingesetzt, bei Fahrzeugmangel verkehren auf den Linien 67 und 68 selten Einzelwagen. Die Wagen der ersten Generation (erste bis dritte Serie) werden planmäßig nicht auf den Linien 16 und 18 eingesetzt, der Einsatz dort erfolgt ebenfalls nur bei Fahrzeugmangel.

### Straßenbahnfahrzeuge
Da sich die Strecken nach Dottendorf und Graurheindorf (Auerberg) schlecht für eine Umstellung auf Stadtbahnbetrieb eignen, verfolgten die SWB die Entwicklung der Niederflurtechnik mit großem Interesse. Neben Düsseldorf und Mannheim erhielt man 1991 einen der Prototypen der vom VÖV konzipierten Niederflur-Stadtbahn 2000. Insbesondere die ehrgeizige Technik mit selbstlenkenden Einzelrad-Einzelfahrwerken (EEF) konnte nicht überzeugen. Der Mannheimer Prototyp entgleiste bereits auf dem Betriebshof.

#### Siemens/Düwag R1.1
| Betriebsnummern | Betriebsnummern |
| --------------- | --------------- |
| 9451…9474       | SWB             |

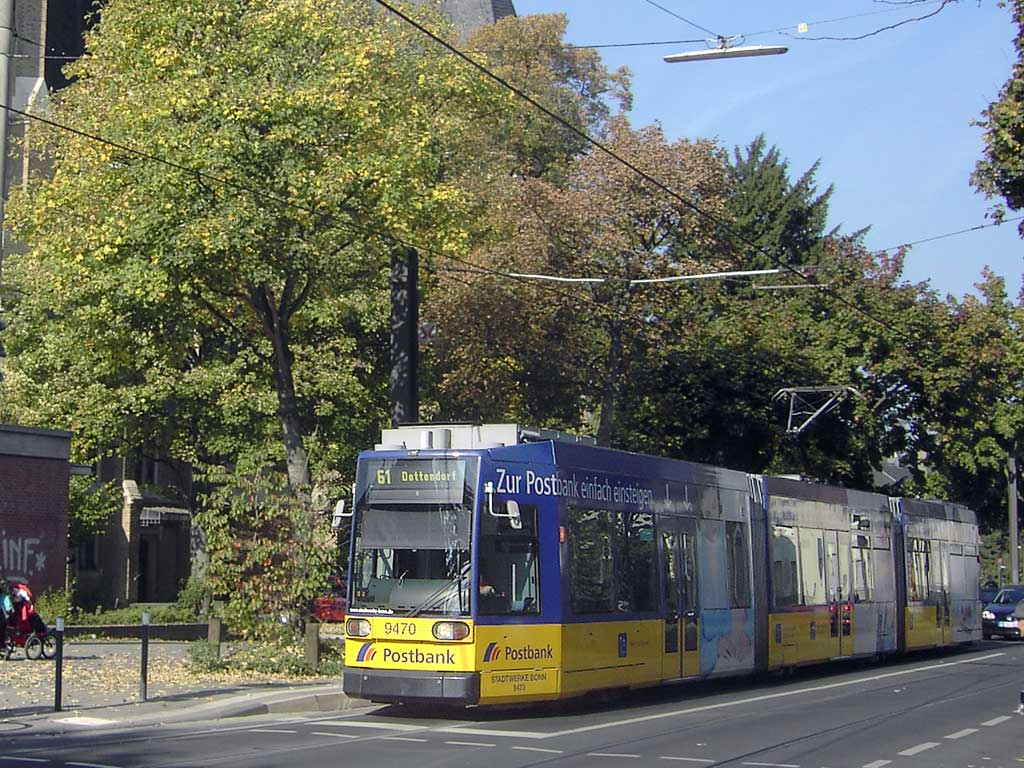
Niederflur-Straßenbahnwagen R1.1

Stattdessen wurden 1994 insgesamt 24 Siemens/Düwag R1.1 (NGT6)-Niederflurstraßenbahnwagen mit konventionellen Antriebsdrehgestellen und Einachslaufwerken im Mittelteil beschafft, die seither alle Straßenbahnlinien bedienen. Die Straßenbahnwagen wurden wie bei den meisten Stadtbahnwagen mit neuen orangen LED-Anzeigetafeln und Kundeninformationssystemen ausgestattet, so dass nun auch im Fahrzeuginneren die Ankunft an den nächsten Stationen sowie an der Endhaltestelle ablesbar ist. Ende 2024 wurde mit dem Betreiber der Straßenbahn Posen, MPK Poznań, ein Vertrag zum Verkauf der Fahrzeuge abgeschlossen. Der Transport nach Posen begann im Januar 2025.

#### Škoda ForCity Smart (41T)

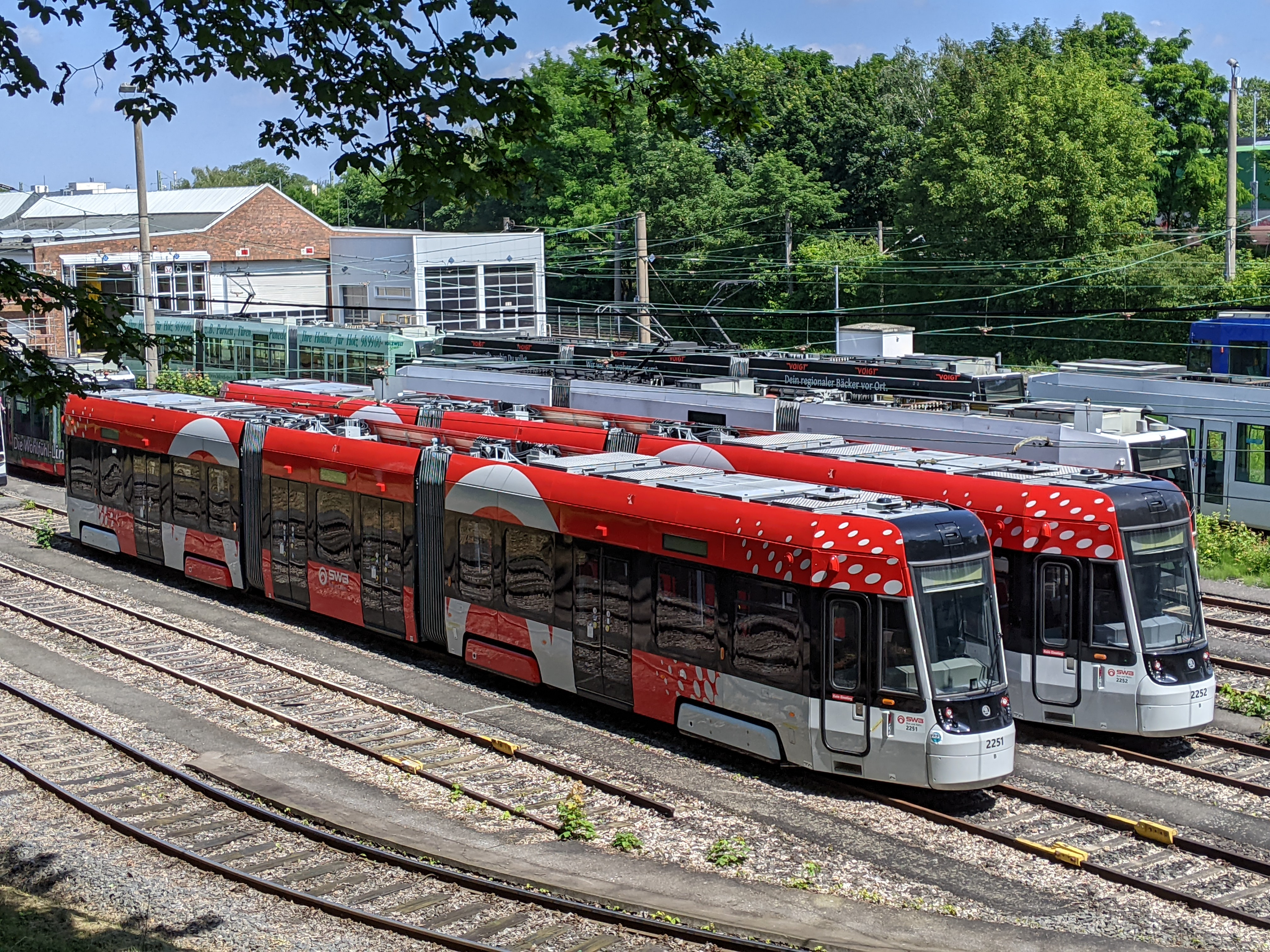
Škoda ForCity Smart in Bonn

Im Dezember 2019 wurden 26 neue dreiteilige Niederflurstraßenbahnwagen bestellt, welche die bisherigen Fahrzeuge ab 2024 komplett ersetzen werden. Die neuen Fahrzeuge werden mit Klimaanlage und WLAN ausgestattet sein. Sie sind wie bisher Zweirichtungsfahrzeuge mit vier Türen je Seite und außerdem Achtachser mit Allachsantrieb. Die Wagen vom Typ Škoda 41T wurden bei Škoda Transportation bestellt und sind Teil der Reihe ForCity Smart. Das Auftragsvolumen beträgt insgesamt mehr als 100 Millionen Euro.
Ende November 2022 wurden aus der Option von weiteren zwölf Fahrzeugen zwei weitere Fahrzeuge bestellt, wodurch sich die Gesamtzahl auf 28 erhöht.
Als erstes Fahrzeug wurde Ende Januar 2023 der Wagen 2252 nach Bonn geliefert und traf dort Anfang Februar 2023 ein. Das zweite Fahrzeug wurde im Oktober 2023 geliefert. Die ersten Fahrten im Regelbetrieb fanden mit dem Fahrplanwechsel am 15. Dezember 2024 auf der Linie 61 statt.

##### Fahrzeugübersicht (Stand Juni 2025)
| Fahrzeugnummer | Baujahr | Besonderheiten |
| -------------- | ------- | --- |
| 2251           | 2022    | Vorserienfahrzeug Am 20. Februar 2025 für die traditionelle "Prinzenfahrt" an Karneval eingesetzt |
| 2252           | 2022    | Vorserienfahrzeug Am 1. Februar 2023 als erstes neues Fahrzeug in Bonn angekommen. |
| 2253           | 2022    | Jungfernfahrt am 7. Dezember 2024 mit SWB Bus und Bahn-Geschäftsführerin Anja Wenmakers, Oberbürgermeisterin Katja Dörner und rund 60 geladenen Gästen vom Betriebshof in Beuel zum Hauptbahnhof und zurück. |
| 2351           | 2024    | |
| 2302           | 2024    | |
| 2353           | 2024    | In Berlin auf der InnoTrans 2024 ausgestellt. |
| 2354           | 2024    | |
| 2355           | 2024    | |
| 2356           |         | Auf dem Betriebshof in Bonn Beuel abgestellt. Bisher noch nicht im Fahrgasteinsatz. |
| 2357           |         | Auf dem Betriebshof in Bonn Beuel abgestellt. Bisher noch nicht im Fahrgasteinsatz. |
| 2358           |         | Auf dem Betriebshof in Bonn Beuel abgestellt. Bisher noch nicht im Fahrgasteinsatz. |
| 2359           |         | Aktuell zu Testfahren unterwegs (Stand: 28. Juni 2025). Bisher noch nicht im Fahrgasteinsatz. |

### Stadtbahnfahrzeuge
Die restlichen Strecken, darunter neben der Stammstrecke die Siegburger- und Siebengebirgsbahn und die beiden Strecken nach Köln, werden mit Stadtbahnfahrzeugen bedient.

#### B-Wagen der ersten Generation (erste bis dritte Serie)
| Betriebsnummern | Betriebsnummern |
| --------------- | --------------- |
| 7451–7467       | SWB             |
| 7571–7578       | SSB             |
| 7651–7654       | SWB             |
| 7751–7760       | SWB             |

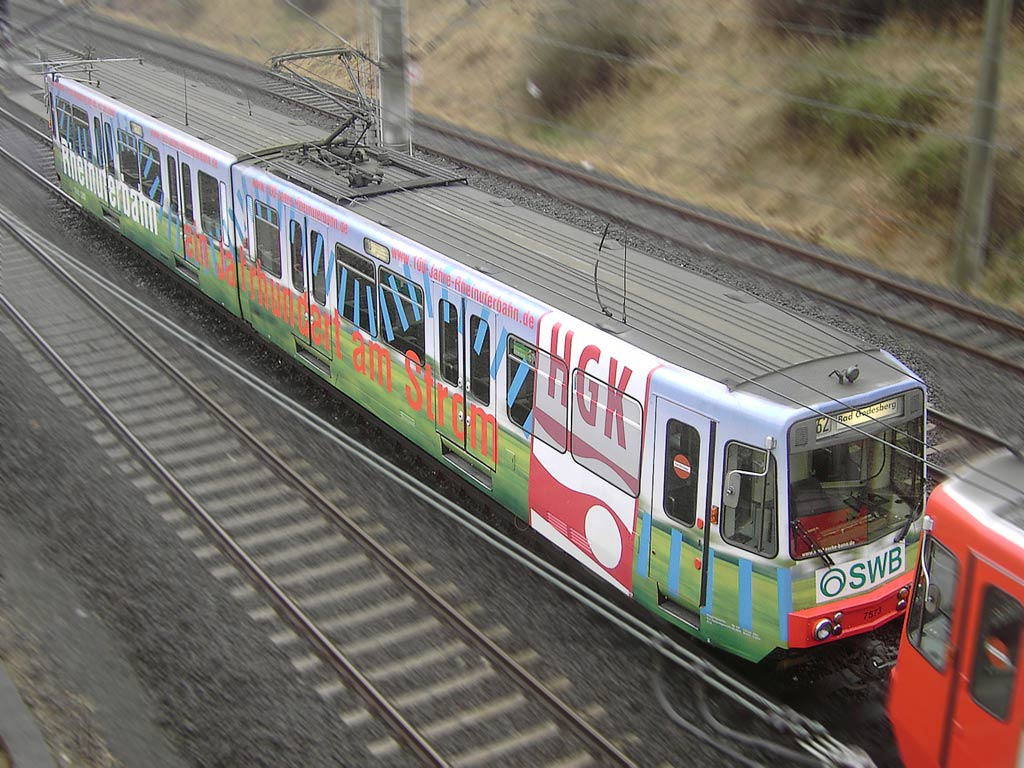
B-Wagen der ersten bis dritten Serie

Die erste Generation der Bonner B-Wagen entspricht bis auf Details dem Prototyp 7351. Die Fahrzeuge wurden in vier Losen in den Jahren 1974 bis 1977 geliefert und erhielten entsprechende Betriebsnummern, deren erste zwei Ziffern dem Baujahr entsprechen. Sie unterschieden sich von den späteren Generationen durch die zweigeteilte Frontscheibe, die einzeilige Zielanzeige und die Einzeltüren an den Wagenenden, die in den 1990er Jahren stillgelegt wurden und nur noch vom Fahrpersonal genutzt werden.
Nach anfänglichen Kinderkrankheiten erwiesen sich die Fahrzeuge als sehr zuverlässig, was sich auch dadurch zeigt, dass es um die 13 im Jahre 2003 ausgemusterten Fahrzeuge zu einem Bieterwettbewerb kam, bei dem sich schließlich die Dortmunder Stadtwerke gegen Konkurrenz unter anderem aus Manchester durchsetzten. Verkauft wurden die Fahrzeuge 7351, 7451–7455, 7457, 7458, 7460–7462, 7464 und 7467. Die Fahrzeuge 7351, 7454 und 7467 wurden in Dortmund verschrottet.
Ursprünglich war geplant, die restlichen Fahrzeuge der ersten Generation 2007 oder 2008 auszumustern. Aus Kosten- und Nachhaltigkeitsgründen entschied man sich jedoch für eine Kernmodernisierung unter dem Projektnamen Zweiterstellung. Dabei wurden die Front verändert, neue Türen eingebaut und der Innenraum mit einem neuen Design aufgewertet. Außerdem bauten die Stadtwerke Fahrgastinformationssysteme mit TFT-Displays, Matrixanzeigen und gepolsterte Sitze ein. Auch wurde die bisher genutzte Schaltwerkssteuerung entfernt und durch Gleichstromsteller ersetzt, was den Nebeneffekt hat, dass die Wagen danach außer mit sich selbst noch mit den 1993 gebauten B100C gekuppelt werden können. Zunächst wurden die Wagen 7456, 7459 und 7578 als Prototypen modernisiert. Heute sind alle Fahrzeuge der ersten Generation modernisiert worden und sollen bis zum Ende der 2030er Jahre im Bonner Netz verkehren. (Siehe auch Abschnitt Zweiterstellte B-Wagen)
Der Wagen 7654 wurde in Bonn verschrottet.
Die Fahrzeuge tragen die Typbezeichnung B100S, was bedeutet, dass es sich um für 100 km/h zugelassene Fahrzeuge mit Schaltwerk handelt. Allerdings sind die Fahrzeuge durchaus in der Lage, Geschwindigkeiten von bis 120 km/h zu erreichen, was in der Anfangszeit auch häufig ausgenutzt wurde. Heute können diese Geschwindigkeiten nur noch auf der Rheinuferbahn erreicht werden (Linie 16), wo diese Fahrzeuge jedoch nur noch selten eingesetzt werden.

#### B-Wagen der zweiten Generation (vierte Serie)
| Betriebsnummern | Betriebsnummern |
| --------------- | --------------- |
| 8371–8378       | SSB             |
| 8451–8456       | SWB             |
| 8471            | SSB             |

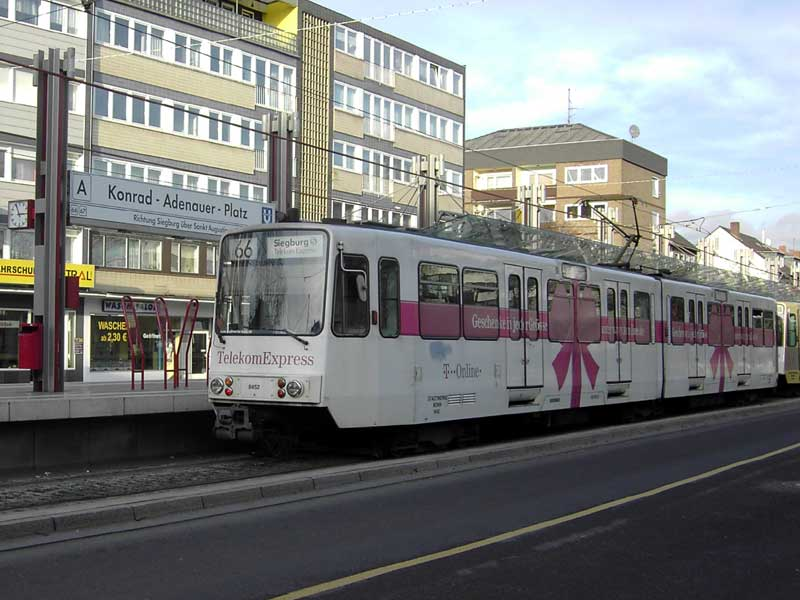
B-Wagen der vierten Serie

Anfang der 1980er Jahre vergrößerte sich durch die Stadtbahnumstellung der Vorgebirgsbahn und die Verlängerung der Linie S (heute 66) der Bedarf an Stadtbahnwagen. Antriebstechnisch weitgehend unverändert handelt es sich immer noch um den Typ B100S, allerdings erhielten die Fahrzeuge einen überarbeiteten Wagenkasten. Die Einzeltüren an den Wagenenden entfielen und wurden einer vergrößerten Fahrerkabine zugeschlagen. Die Frontscheibe ist nun einteilig und gebogen, die Zugzielanzeigen wurden vergrößert.
Wie die Fahrzeuge der ersten Generation erhielt auch die zweite Generation Mitte der 1990er Jahre eine geänderte Innenbeleuchtung. Es lief ein weiteres Modernisierungsprogramm, bei dem die Wagen mit automatischen Haltestellenansagen, Matrixanzeigen, Doppelbildschirmen und Videoüberwachung nachgerüstet wurden. Außerdem wird der Fußboden erneuert. Mit der Lieferung der neuen Stadtbahngeneration werden einige Fahrzeuge dieser Serie ausgemustert.

#### B-Wagen der dritten Generation (fünfte Serie)
| Betriebsnummern | Betriebsnummern |
| --------------- | --------------- |
| 9351–9364       | SWB             |
| 9371–9376       | SSB             |

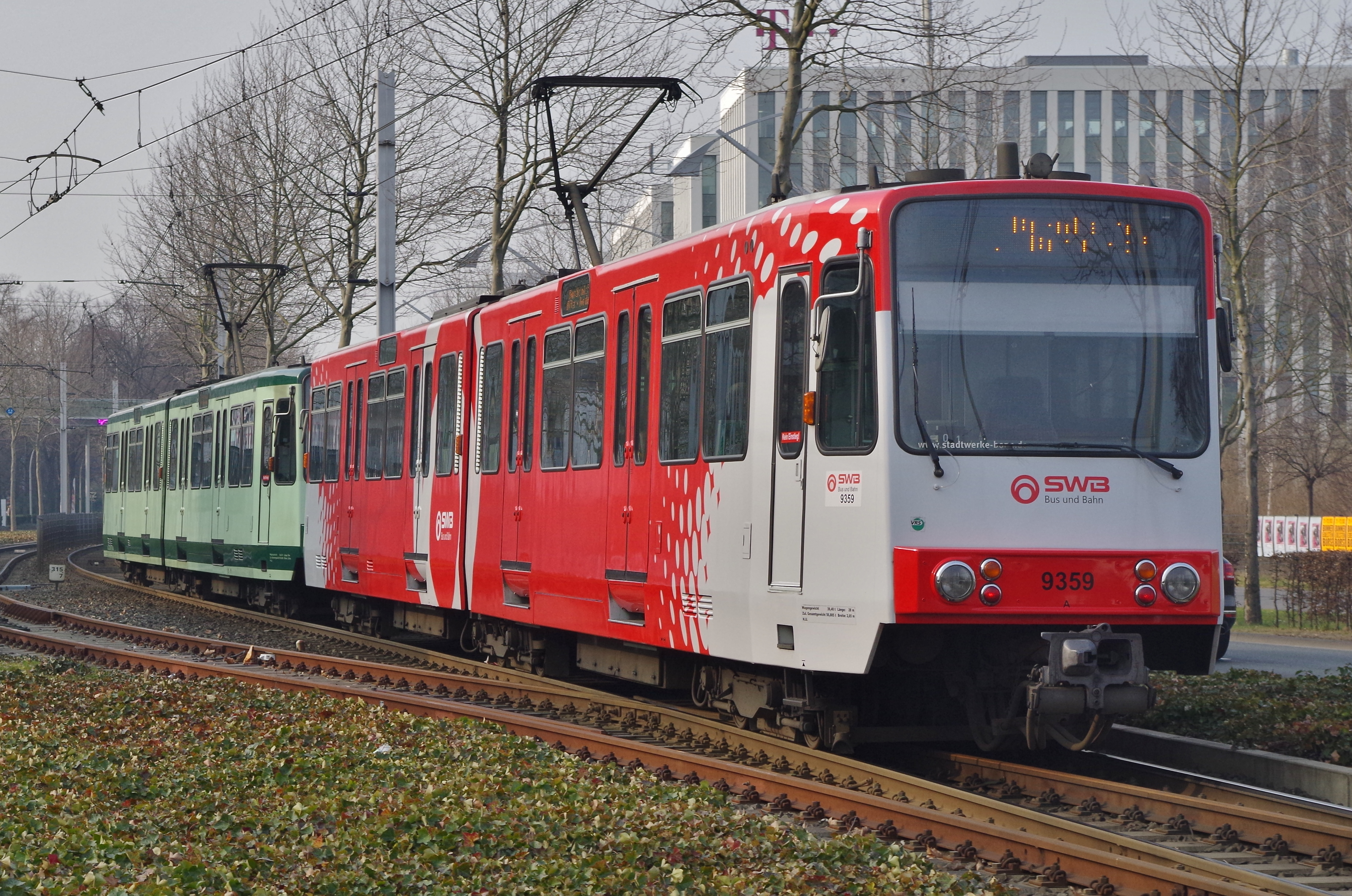
B-Wagen der fünften Serie

Mit dem Programm Schiene ’94 wurde die Linie 66 verlängert und auf allen Linien die Takte verdichtet. Der zusätzliche Fahrzeugbedarf wurde mit einer Bestellung weiterer 20 B-Wagen gedeckt. Äußerlich unterscheiden sie sich nicht von der zweiten Generation, bei den „inneren Werten“ bestehen dagegen deutliche Unterschiede: Die Antriebssteuerung erfolgt nicht mehr über ein Schaltwerk, sondern mittels Thyristoren, welche in einem Chopper verbaut sind, woraus sich die Typbezeichnung B100C ableitet. Die Fahrzeuge beschleunigen deutlich stärker als ihre Vorgänger.
Der Innenraum wurde ebenfalls deutlich überarbeitet: Die hellere Beleuchtung wurde bald nach der Lieferung bei den älteren B-Wagen nachgerüstet. Außerdem gibt es anstelle der dunkelgrünen Kunstlederpolster anatomisch geformte Sitze mit hellgrünem Stoffbezug. Weitere Neuerungen im Innenraum sind die gelben Haltestangen und der Fußboden mit Glitzereffekt.
Etliche Fahrzeuge wurden in den späten 1990er Jahren mit Doppelbildschirmen ausgerüstet, auf denen ursprünglich ein spezielles Fahrgastfernsehen zu sehen war. Nach dem Konkurs mehrerer Betreiber werden die Bildschirme mittlerweile hauptsächlich zur Anzeige der nächsten Haltestelle und zur Eigenwerbung genutzt. Ab 2003 wurden die Fahrzeuge der dritten Generation mit automatischen Haltestellenansagen nachgerüstet, wie sie in den Bussen und Niederflurstraßenbahnen bereits seit Jahren selbstverständlich waren. Außerdem erhielten sie eine Videoüberwachung.

#### K5000
| Betriebsnummern | Betriebsnummern |
| --------------- | --------------- |
| 0360–0374       | SWB             |

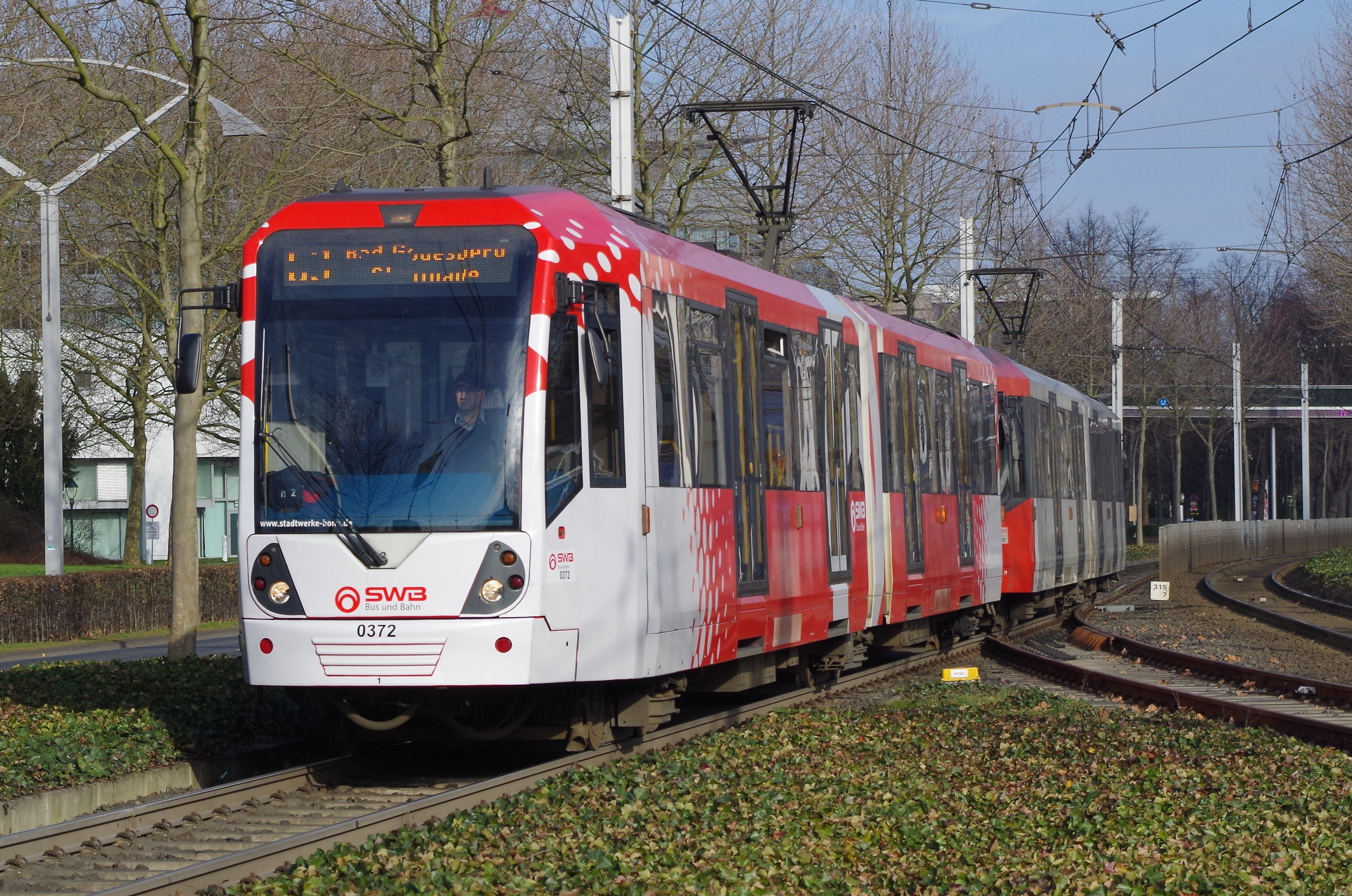
K5000 in Unternehmensfarben

Als Ersatz für die alternden B-Wagen der ersten Generation wurden 2003 Stadtbahnwagen vom Typ Bombardier Flexity Swift (K5000) beschafft. Die Fahrzeuge entsprechen technisch wie auch in der Innenraumgestaltung der von den KVB beschafften Serie. Sie kommen ausschließlich auf den Linien 16, 18 und 63 zum Einsatz. Im Bonner Stadtbild sind tagtäglich auch die K5000 der KVB zu sehen, die durch die gemeinschaftlich betriebenen Linien 16 und 18 bis nach Bonn fahren. Im Sommer 2013 wurden die bisherigen Anzeigetafeln durch orangefarbene LED-Anzeigetafeln ersetzt.

Die Zulassung für die EBO-Strecken wurde u. a. wegen eines fehlenden dritten Feuerlöschers erst während des Weltjugendtages 2005 erteilt, weshalb die Wagen in den ersten anderthalb Jahren nach Indienststellung nur auf der Linie 63 eingesetzt werden konnten.

#### Zweiterstellte B-Wagen
| Betriebsnummern                                                                                                  | Betriebsnummern |
| --- | --------------- |

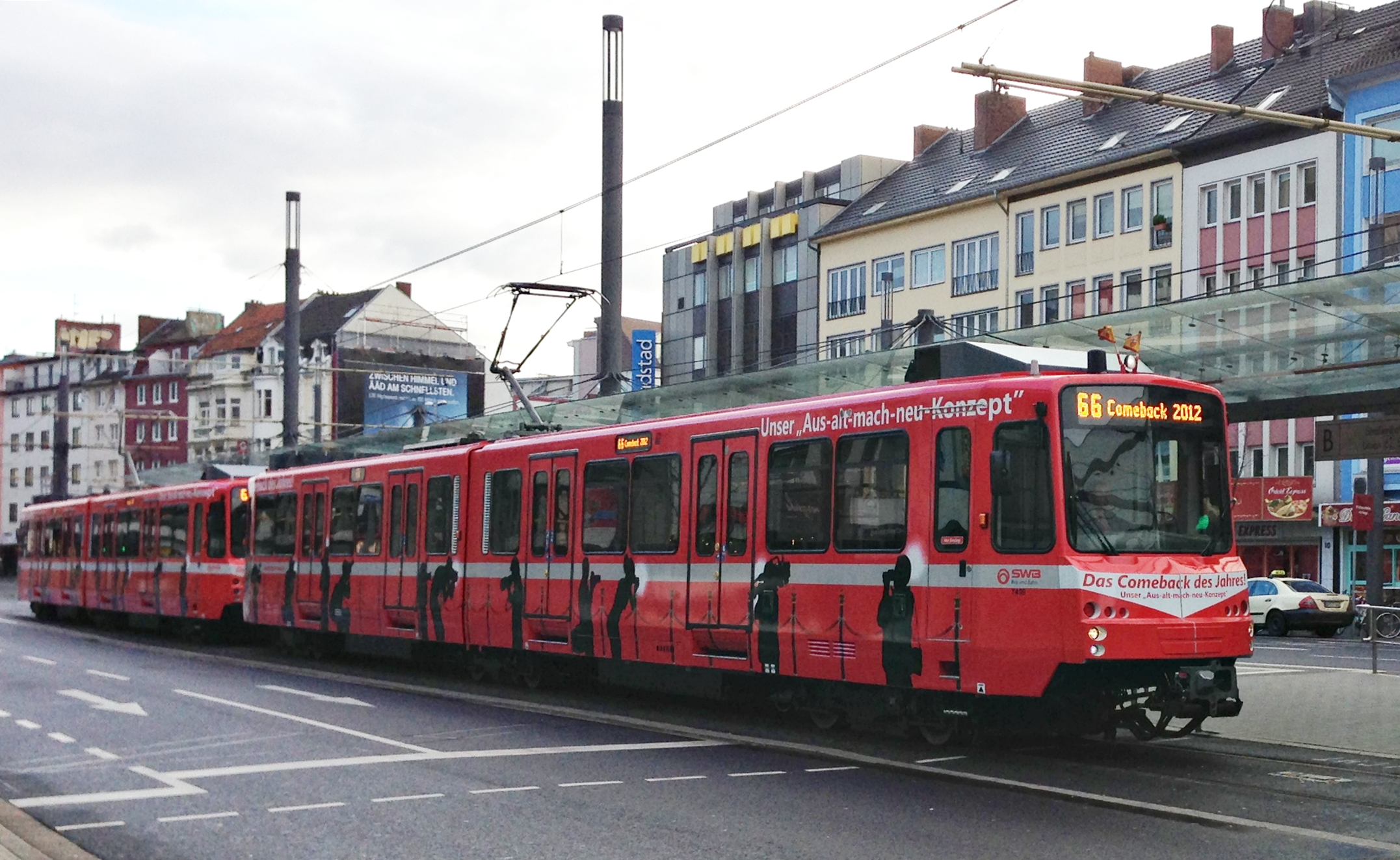
Zweiterstellte Stadtbahnwagen B der SWB

| 7456 + 7459 + 7463 + 7465 + 7466 7651 + 7652 + 7653 7752 + 7751 + 7753 + 7754 + 7756 + 7755 + 7758 + 7759 + 7760 | SWB             |
| 7571 + 7572 + 7573 + 7574 + 7575 +7576 + 7577 + 7578                                                             | SSB             |

Um Kosten für den Neukauf von Fahrzeugen zu sparen und da nach Aussage der Verantwortlichen keine adäquaten Neufahrzeuge auf dem Markt erhältlich waren, wurden zwischen 2011 und 2023 durch Mitarbeiter der Stadtwerke Bonn 25 B-Wagen der 1. Serie „zweiterstellt“. Dabei wurden die Fahrzeuge komplett entkernt und mit neuer Technik und neuem Interieur ausgestattet. Die ersten beiden Fahrzeuge, Betriebsnummer 7456 und 7459 wurden im Dezember 2012 in Betrieb genommen. Mittlerweile ist das Projekt abgeschlossen.
Nach der Erhöhung der Bestellung der CAF-Fahrzeuge von 22 auf 32 Stück im November 2022 wurde mitgeteilt, dass das Programm zur Zweiterstellung auslaufen wird.

#### Neufahrzeuge von CAF
Im Jahr 2022 wurden 22 Stadtbahnwagen bei CAF bestellt. Zwölf Fahrzeuge werden Eigentum der SWB und zehn Wagen Eigentum der SSB. Der Fahrgastbetrieb soll 2026 aufgenommen werden. Die Fahrzeuge ähneln den von der Ruhrbahn bei CAF bestellten Fahrzeugen. Die Fahrzeuge werden 28 Meter lang sein, eine Höchstgeschwindigkeit von 80 km/h besitzen und 172 Fahrgästen Platz bieten. Hierfür werden die Fahrzeuge auch nur noch über einen Führerstand verfügen, das andere Wagenende bietet nun mehr Platz für Fahrgäste.
Ende November 2022 wurden aus einer Option 10 weitere Fahrzeuge bestellt, wodurch sich die Gesamtzahl auf 32 erhöht. Jeweils 16 Stück werden den SWB und den SSB zugeordnet. Die ersten Fahrzeuge werden Ende 2024 erwartet.

### Übersicht aktueller Fahrzeuge
| Hersteller           | Typ                     | Baujahre  | SWB bestellt | SWB Bestand | SSB bestellt | SSB Bestand | Option | Linien             | Bemerkungen                                                                             |
| -------------------- | ----------------------- | --------- | ------------ | ----------- | ------------ | ----------- | ------ | ------------------ | --------------------------------------------------------------------------------------- |
| Siemens/Düwag        | R1.1                    | 1994      | 24           | 24          | -            | -           | -      | 61, 62, 65         |                                                                                         |
| Škoda Transportation | ForCity Smart SWB (41T) | 2022–     | 28           | 2           | -            | -           | 10     | 61, 62, 65         | Ersatz für R1.1; 2 Fahrzeuge aus Option bestellt                                        |
| DüWag                | B100S (1. Gen.)         | 1974–1977 | 31           | 7           | 8            | 4           | -      |                    | 2003 13 Stück nach Dortmund verkauft 2008 7654 verschrottet 25 Stück in Zweiterstellung |
| DUEWAG               | B100S (2. Gen.)         | 1983–1984 | 6            | 6           | 9            | 9           | -      |                    |                                                                                         |
| DUEWAG/BBC           | B100S (3. Gen.)         | 1993      | 14           | 14          | 6            | 6           | -      |                    |                                                                                         |
| DüWag / Vossloh      | B100S (Zweiterst.)      | 2012–2023 | 20           | 10          | 6            | 3           | -      |                    |                                                                                         |
| Bombardier           | K5000                   | 2003      | 15           | 15          | -            | -           | -      | 16, 18, 63, 67, 68 | Wegen fehlender unterer Trittstufe kein Einsatz südlich von Ramersdorf möglich          |
| CAF                  |                         | 2024–     | 18           | 0           | 19           | 0           | -      |                    | Fahrgastbetrieb ab 2026; 10 Fahrzeuge aus Option                                        |

### Sonderfahrzeuge
Neben den Fahrzeugen für den Linienverkehr gibt es in Bonn noch Sonderfahrzeuge.
| Fahrzeugnummer | Hersteller | Baujahr | Typ  | Bauart   | Eigentümer | Bemerkung |
| -------------- | ---------- | ------- | ---- | -------- | ---------- | --- |
| 101            | Deutz      | 1951    | VLok | 2xVLokZR | SSB        | In Betrieb (Bauzugdienst)                                                                                    |
| 414            | DUEWAG     | 1969    | GT8  | 8xGlTwZR | SSB        | Im September 2022 wurde das Fahrzeug vom Abstellgleis am Kaiserplatz in den Betriebshof Dransdorf überführt. |

### Historische Fahrzeuge
In Bonn sind nur zwei historische Fahrzeuge erhalten.
| Fahrzeugnummer | Hersteller            | Baujahr | Typ | Bauart | Abgabe | Eigentümer                                  | Bemerkung                                                         |
| -------------- | --------------------- | ------- | --- | ------ | ------ | ------------------------------------------- | ----------------------------------------------------------------- |
| 13             | van der Zypen         | 1906    | T2  | 2xTwZR | 2017   | Historischer Verein Stadtwerke Bonn (HVSWB) | abgestellt                                                        |
| 14             | Herbrand / Westwaggon | 1913    | T3  | 3xTwZR | 2019   | BaseCamp Hostel                             | „Bönnsche Bimmel“, Standort BaseCamp Hostel, In der Raste 1, Bonn |

### Das System der Betriebsnummern
Das seit 1969 für neu angeschaffte Fahrzeuge gültige System der Betriebsnummern der Bonner Fahrzeuge ist etwas außergewöhnlich. Die meisten anderen Verkehrsunternehmen haben ein Nummernsystem, welches nach Fahrzeugtypen sortiert ist (z. B. die Nachbarstadt Köln) oder nummerieren in der Reihenfolge der Inbetriebnahme durch, was aber bei größeren Betrieben kompliziert wird.
Im Gegensatz dazu kann man anhand der Bonner Betriebsnummern nicht sofort den Fahrzeugtyp erkennen, dafür aber das Alter der Fahrzeuge: die Fahrzeuge der SWB führen eine vierstellige Betriebsnummer. Die ersten beiden Stellen bezeichnen das Jahr der Inbetriebnahme, während die beiden hinteren Stellen für dieses Jahr fortlaufend nummeriert werden. Doch auch dabei gibt es wieder Lücken: Die Nummern von 01 bis 50 sind für Busse reserviert, die Nummern von 51 bis 70 für Wagen der SWB, die Nummern ab 71 bis 80 für Wagen der SSB, die Nummern ab 81 wurden für Arbeitsfahrzeuge verwendet, (8191–95)
Beispiele: Der Stadtbahnwagen mit der Nummer 7753 ist der dritte im Jahr 1977 in Betrieb genommene Stadtbahnwagen. Der Wagen mit der Nummer 8372 ist aber nicht etwa der 22. Stadtbahnwagen des Jahres 1983, sondern der zweite, da in diesem Jahr nur die SSB Fahrzeuge erhielt.
Dieses System stimmt allerdings nicht bei den neuesten Wagen der Baureihe K 5000 mit den Betriebsnummern 0360 bis 0374. Von diesem Typ beschafften die Kölner Verkehrsbetriebe 59 Fahrzeuge mit den Kölner Betriebsnummern 5101 bis 5159. Da zum Zeitpunkt der Beschaffung eine baldige Fusion der beiden Betriebe beabsichtigt war, schlossen sich die Bonner Fahrzeuge mit den beiden hinteren Stellen an die Kölner Nummerierung an. Bei den beiden vorderen Stellen blieb man aber beim Beschaffungsjahr. Somit erhielten die 15 Bonner Fahrzeuge die Betriebsnummern 0360 bis 0374, obwohl es die einzigen Stadtbahnfahrzeuge des Jahres 2003 waren und alle 15 Fahrzeuge der SWB gehören.
Die Fusionspläne wurden später nicht weiter verfolgt, doch sieht man von einer Umnummerierung der Fahrzeuge ab, da der Aufwand zu groß wäre.
Da es bei der Größe des Betriebs sehr unwahrscheinlich ist, dass in einem Jahr mehr als 50 Busse neu angeschafft werden, reicht dieses System vom benötigten Zahlenraum her aus.
Eine weitere Ausnahme waren die Busse des Typs MB Citaro, die 2000 gebraucht von der Hamburger Hochbahn (HHA) übernommen wurden. Sie tragen nicht das Beschaffungsjahr (00) als Nummern, sondern das Baujahr 1997.
Der Nachteil ist, dass nur Eingeweihte bei der Nennung der Betriebsnummer wissen, um was für ein Fahrzeug es sich handelt. Immerhin wird der Bonner Straßen- und Stadtbahnverkehr mit drei verschiedenen Fahrzeugtypen betrieben, bei den Bussen sind es noch mehr.

## Streckenausrüstung
Die Strecken der Stadtwerke Bonn werden nach BOStrab betrieben. Hierfür werden zur Unterstützung der Fahrer und zur Ermöglichung einer Höchstgeschwindigkeit von bis zu 100 km/h abschnittsweise auch Signale und Streckenblockeinrichtungen und eine Zugbeeinflussung eingesetzt.

### Stellwerke
Das Hauptstellwerk der Stadtwerke war das „NVB-Stellwerk“, ein Relaisstellwerk der Bauart SpDrSU in der Netzleitzentrale an der Thomas-Mann-Straße. Dieses wurde von 2012 bis 2022 abschnittsweise durch elektronische Stellwerke ersetzt. Das erste elektronische Stellwerk für die Streckenabschnitte der Vorgebirgs- und Rheinuferbahn nördlich von Bonn-West ist seit Oktober 2015 im Betrieb. An dieses schließen die HGK-Stellwerke Hersel (DrS2) und Roisdorf (SICAS) an, welche von der Netzleitzentrale der HGK in Hürth-Kendenich ferngesteuert werden.
Weitere Streckenstellwerke befinden bzw. befanden sich an den Haltestellen Wurzerstraße, Sankt Augustin Mülldorf, Ramersdorf und Rhöndorf. Zudem sind bzw. waren einzelne Weichen auf nicht signaltechnisch gesicherten Abschnitten sowie die Betriebshöfe durch lokale kleine Stellwerke überwacht.
Eine Besonderheit stellt dabei der südliche Abschnitt der Siebengebirgsbahn dar. Zwischen der Ausfädelung aus der Bundesstraße 42 und dem südlichen Streckenende sind die sicherungstechnischen Außenanlagen entweder in so großer Höhe angebracht, dass ein Kontakt mit dem Rheinhochwasser unwahrscheinlich ist, oder sie sind komplett wasserdicht ausgeführt.

### Signalsystem
Die SWB und SSB setzten auf ihren vom Straßenverkehr getrennten Streckenabschnitten ein abgewandeltes H/V-Signalsystem ein. Dieses kennt wie das System nach EBO bei Hauptsignalen die Signalbegriffe Hp 0 = Halt, Hp 1 = Fahrt und Hp 2 = Langsamfahrt. Die Vorsignalbilder sind entsprechend, allerdings werden Vorsignale nur dort aufgestellt, wo sie für das Erkennen des Signalbildes im Bremswegabstand sinnvoll sind. Folgende Streckenabschnitte sind damit ausgerüstet:
- Vorgebirgsbahn: Übergang zur HGK – Bonn Hauptbahnhof (vollständig)
- Rheinuferbahn: Übergang zur HGK – Bonn Hauptbahnhof (vollständig)
- Siegburger Bahn: Siegburg – (exkl.) Sankt Augustin Kloster und Stadthaus – Bonn Hauptbahnhof
- Stammstrecke: Bonn Hauptbahnhof – Abzw zur Südbrücke und Hochkreuz – Wendeanlage Stadthalle
- Siebengebirgsbahn: (exkl.) Küdinghoven – Longenburg und Königswinter Denkmal – Bad Honnef
- Südbrücke: Stammstrecke – Ramersdorf (vollständig)

Zudem sind einige Stellen im Streckennetz mit Straßenbahnsignalen ausgerüstet, die aufgrund ihres Mastschildes ebenfalls Hauptsignaleigenschaften haben, wo allerdings trotzdem auf Sicht gefahren werden muss. Diese sind zum Beispiel die Haltestelle Kopenhagener Straße, im Gleiswechsel Hangelar Ost und in den Betriebshöfen. Eine Besonderheit stellt dabei die Kombination aus einem Fahrt zeigenden Straßenbahnsignal und einem blauen Leuchtmelder dar, was einer vollständig gesicherten Fahrstraße im Betriebshof Dransdorf entspricht, welche dann mit Höchstgeschwindigkeit befahren werden darf.
Die technisch gesicherten Bahnübergänge sind entweder in Hp-Abhängigkeit in die Stellwerke eingebunden oder mit Überwachungssignalen ausgerüstet.
Innerhalb des Straßenverkehrs richten sich die Triebwagenführer nach der StVO. Abzweigweichen werden dann abhängig von der Zuglenkung gestellt, An den Kreuzungen mit anderen Verkehrsteilnehmern regeln Lichtsignalanlagen die Fahrterlaubnis.
In den Tunnelbereichen der Bonner Stadtbahn ist die Beleuchtung standardmäßig abgeschaltet. Es gilt daher die Besonderheit, dass, sobald die Lampen eingeschaltet sind, Fahren auf Sicht mit maximal 40 km/h angeordnet ist. Die eingeschaltete Tunnelbeleuchtung gilt als eigenes Signal Lf 8.

### Zugbeeinflussung
Alle Signale mit Mastschild sind mit einer magnetischen Fahrsperre ausgerüstet. Diese löst bei Überfahren eines haltzeigenden Signales eine Zwangsbremsung aus. An Signalen in Fahrtstellung ist die Fahrsperre unwirksam. Auch Geschwindigkeitsbegrenzungen sind mit diesen Fahrsperren ausgerüstet. Bei Geschwindigkeitsbegrenzungen müssen zwei vorher zu überfahrende Sensoren innerhalb der dann geltenden Geschwindigkeitsbegrenzung passiert werden, um die Fahrsperre zu überbrücken und nicht zwangsgebremst zu werden.

### Oberleitung
Die Züge werden über die Fahrleitung versorgt, die auf den meisten Strecken als Hochkettenfahrleitung ausgeführt ist. Die Fahrdrahtnennspannung beträgt 750 V Gleichspannung.